# Liste der Biografien/Rou
Liste der Biografien |
Portal Biografien |
Personensuche
# |
A |
B |
C |
D |
E |
F |
G |
H |
I |
J |
K |
L |
M |
N |
O |
P |
Q |
R |
S |
T |
U |
V |
W |
X |
Y |
Z |
?
 
Ra |
Rb |
Rd |
Re |
Rh |
Ri |
Rj |
Rk |
Rl |
Rm |
Rn |
Ro |
Rr |
Rs |
Rt |
Ru |
Rv |
Rw |
Rx |
Ry |
Rz
 
Roa |
Rob |
Roc |
Rod |
Roe |
Rof |
Rog |
Roh |
Roi |
Roj |
Rok |
Rol |
Rom |
Ron |
Roo |
Rop |
Roq |
Ror |
Ros |
Rot |
Rou |
Rov |
Row |
Rox |
Roy |
Roz 
Die Liste der Biografien führt alle Personen auf, die in der deutschsprachigen Wikipedia einen Artikel haben. Dieses ist eine Teilliste mit 549 Einträgen von Personen, deren Namen mit den Buchstaben „Rou“ beginnt.

## Rou
- Rou, Alexander Arturowitsch (1906–1973), sowjetischer Filmregisseur und Drehbuchautor

### Roua
- Rouahi, Afef (* 1985), tunesische Fußballspielerin
- Rouaï, Amar (1932–2017), franko-algerischer Fußballspieler
- Rouaix, Paul (* 1850), französischer Kunstkritiker, Romanist und Lexikograf
- Rouamba, Florent (* 1986), burkinischer Fußballspieler
- Rouamba, Saïdou (* 1968), burkinischer Radrennfahrer
- Rouamba, Séraphin François (* 1942), burkinischer Geistlicher und emeritierter römisch-katholischer Erzbischof von Koupéla
- Roüan, Brigitte (* 1946), französische Schauspielerin und Regisseurin
- Rouanet, Jean Pierre Barthélemy (1747–1837), französischer Sprachlehrer, Kanzlist und Stadtkämmerer in Preußen
- Rouanet, Marie (* 1936), französische Schriftstellerin
- Rouanet, Pierre-Eugène (1917–2012), französischer Geistlicher, Bischof von Daloa
- Rouanet, Sérgio Paulo (1934–2022), brasilianischer Diplomat, Philosoph, Anthropologe, Übersetzer und Schriftsteller
- Rouani, Karim (* 1982), französisch-marokkanischer Fußballspieler
- Rouart, Henri (1833–1912), französischer Maler des Impressionismus
- Rouart, Jean-Marie (* 1943), französischer Autor und Journalist
- Rouass, Laila (* 1971), britische Schauspielerin
- Rouaud, Jean (* 1952), französischer Schriftsteller
- Rouault, Anthony (* 2001), französischer Fußballspieler
- Rouault, Georges (1871–1958), französischer Maler und GrafikerGeorges Rouault (1871–1958)

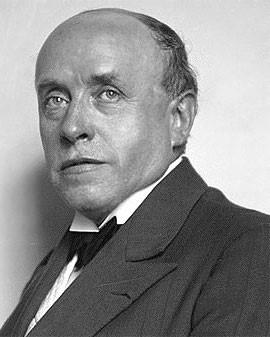
Georges Rouault (1871–1958)

- Rouault, Germaine (1905–1982), französische Autorennfahrerin
- Rouault, Joachim († 1478), französischer Adliger, Marschall von Frankreich
- Rouault, Marie (1813–1881), französischer Geologe und Paläontologe
- Rouault, Sébastien (* 1986), französischer Schwimmer

### Roub
- Rouba, Tatiana (* 1983), spanische Schwimmerin
- Roubaix, François de (1939–1975), französischer Filmkomponist
- Roubaix, Paul de (1914–2004), belgischer Filmproduzent und -regisseur
- Roubakine, Boris (1908–1974), kanadischer Pianist und Musikpädagoge
- Roubal, Franz (1889–1967), österreichischer Maler
- Roubal, Jan (1880–1971), tschechischer Entomologe
- Roubaud, Franz (1856–1928), russischer Maler
- Roubaud, Jacques (1932–2024), französischer Schriftsteller, Dichter und Mathematiker und Mitglied der Gruppe Oulipo
- Roubaud, Jean-Marc (* 1951), französischer Politiker
- Roubaud, Suzanne (1907–1993), französische Englischlehrerin und Mitglied der Résistance
- Roubessi, Antigoni (* 1983), griechische Wasserballspielerin
- Roubicek, Fritz (1913–1990), österreichischer Ingenieur und Studentenhistoriker
- Roubíček, Václav (1944–2010), tschechischer Ingenieurwissenschaftler, Universitätspräsident und Senatsabgeordneter
- Roubiczek, Paul Anton (1898–1972), Sozialphilosoph
- Roubiczek-Peller, Lili (1898–1966), Montessori-Pädagogin und Psychoanalytikerin
- Roubík, František (1890–1974), böhmisch-tschechischer Historiker und Archivar
- Roubiliac, Louis-François (1695–1762), französischer Bildhauer
- Roubin, Robert (* 1943), österreichischer Maler
- Roubinek, Rudolf (* 1969), österreichischer Schauspieler
- Roubini, Nouriel (* 1958), US-amerikanischer NationalökonomNouriel Roubini (* 1958)

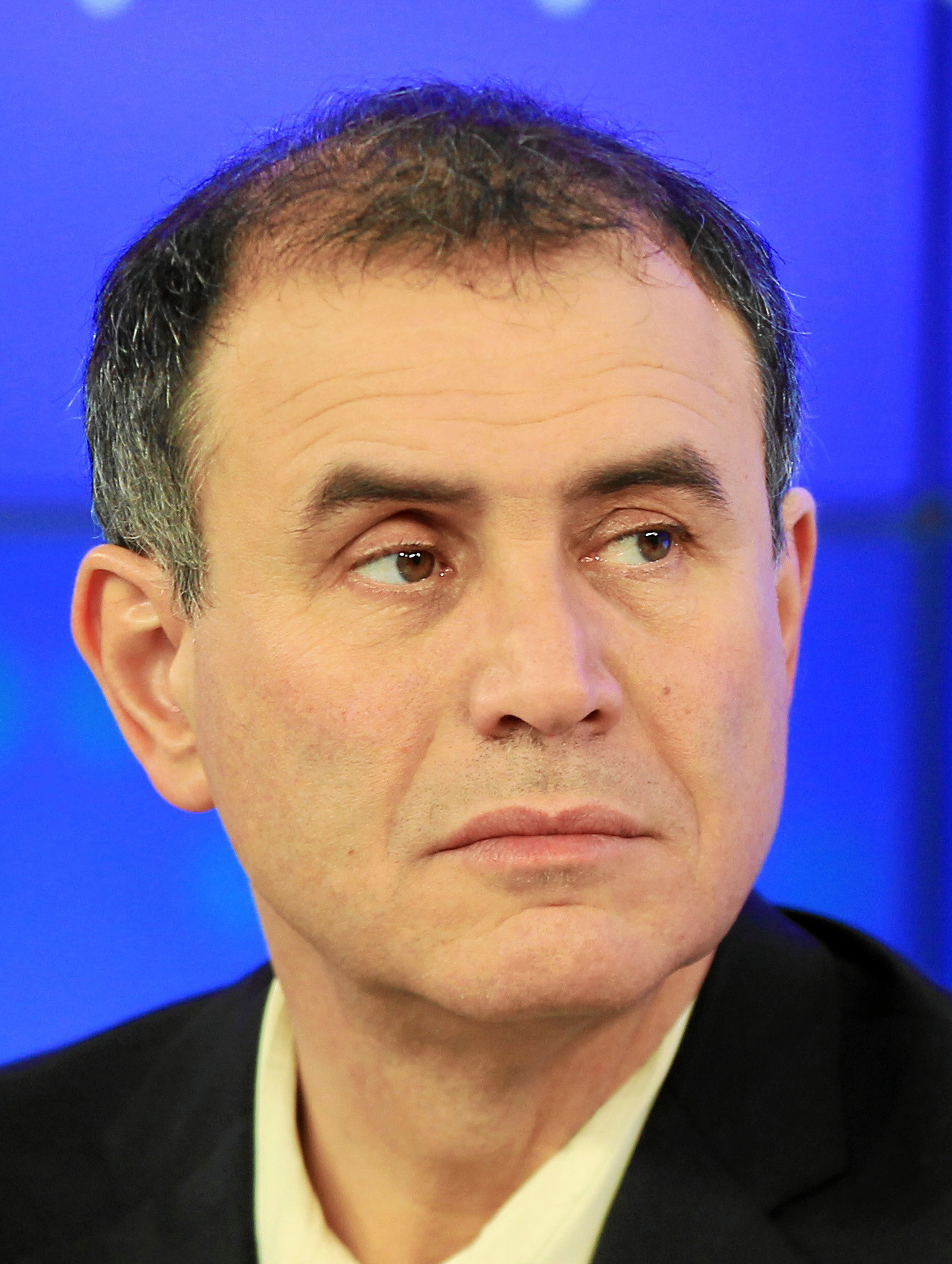
Nouriel Roubini (* 1958)

- Roubínková, Simona (* 1976), tschechische Handballspielerin
- Roubira, Jean-Louis, französischer Kinderpsychologe und Spieleautor
- Roubitschek, Walter (* 1929), deutscher Agrargeograph und Hochschullehrer
- Roubtzoff, Alexandre (1884–1949), russisch-französischer Maler

### Rouc
- Rouc, Hans (1893–1963), österreichischer Architekt und Filmarchitekt
- Roucaute, Gabriel (1904–1960), französischer Politiker, Mitglied der Nationalversammlung
- Rouček, Libor (* 1954), tschechischer Politiker (ČSSD), Mitglied des Abgeordnetenhauses, MdEP
- Rouch, Jean (1917–2004), französischer Regisseur
- Rouché, Eugène (1832–1910), französischer Mathematiker
- Rouché, Jacques (1862–1957), französischer Herausgeber und Operndirektor
- Rouche, Michel (1934–2021), französischer Historiker und Hochschullehrer
- Roucher, Jean-Antoine (1745–1794), französischer Schriftsteller
- Rouchon, Anne-Marie (* 1961), französische Triathletin
- Rouchouze, Étienne Jérôme (1798–1843), römisch-katholischer Geistlicher
- Roučka, Pavel (* 1942), tschechischer Künstler im Bereich der expressionistischen Malerei und Grafiker
- Rouco Varela, Antonio María (* 1936), spanischer Theologe, Kardinal und emeritierter Erzbischof von Madrid
- Roucou, Michel (* 1985), seychellischer Politiker, Mitglied der Nationalversammlung
- Roucoulle, Marthe de (1659–1741), Gouvernante am Hofe Friedrichs I. und Friedrich Wilhelms I., Königen in PreußenMarthe de Roucoulle (1659–1741)

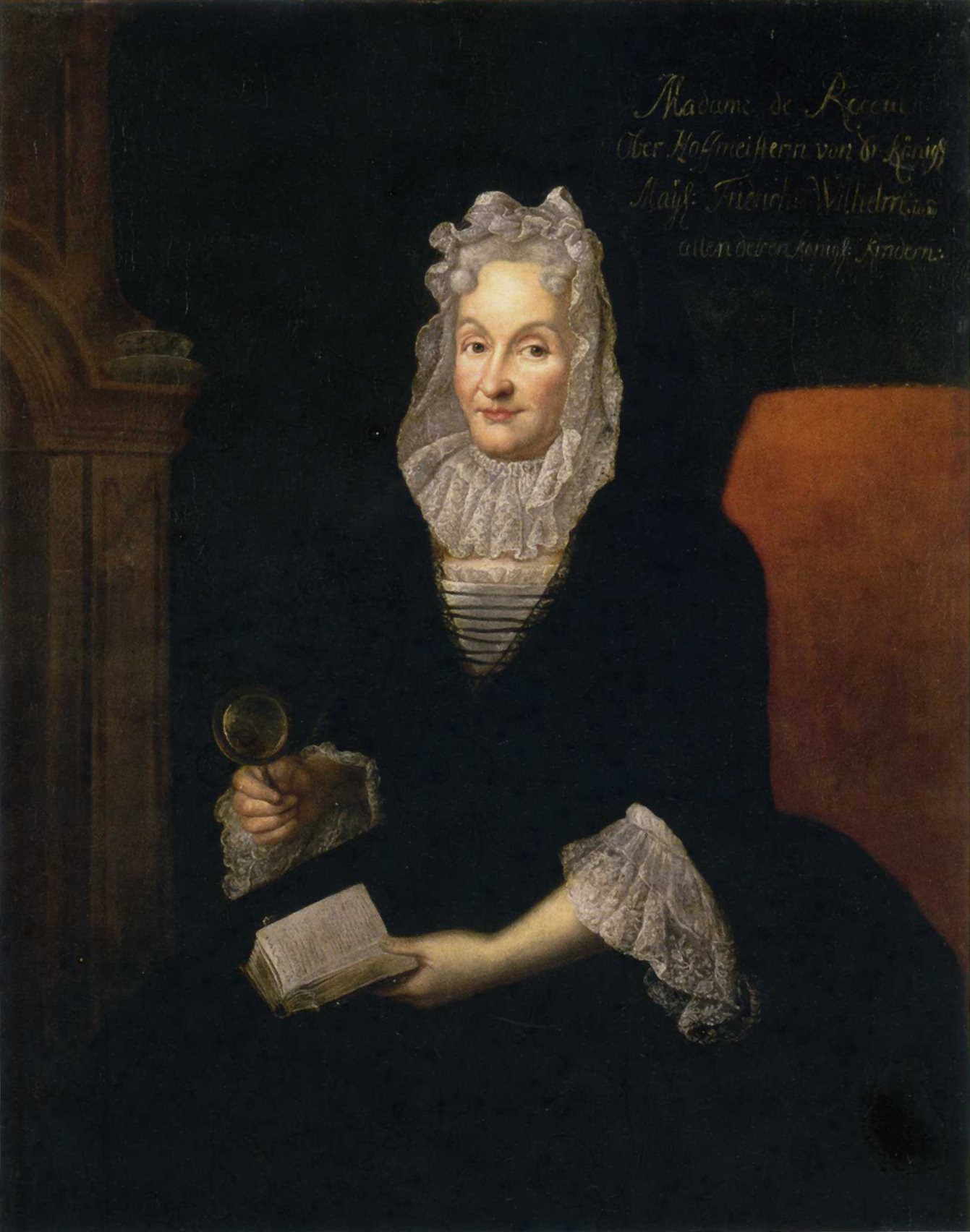
Marthe de Roucoulle (1659–1741)

### Roud
- Roud, Gustave (1897–1976), Schweizer Schriftsteller, Übersetzer und Photograph französischer Sprache
- Roud, Nick (* 1989), britischer Schauspieler
- Rouda, Harley (* 1961), US-amerikanischer Politiker der Demokratischen Partei
- Roudaki, Mohammad Reza (* 1984), iranischer Judoka
- Roudbarian, Hassan (* 1978), iranischer Fußballtorhüter
- Roudebush, Richard L. (1918–1995), US-amerikanischer Politiker
- Roudet, Juliette (* 1981), französische Tänzerin und Schauspielerin
- Roudette, Marlon (* 1983), britischer MusikerMarlon Roudette (* 1983)

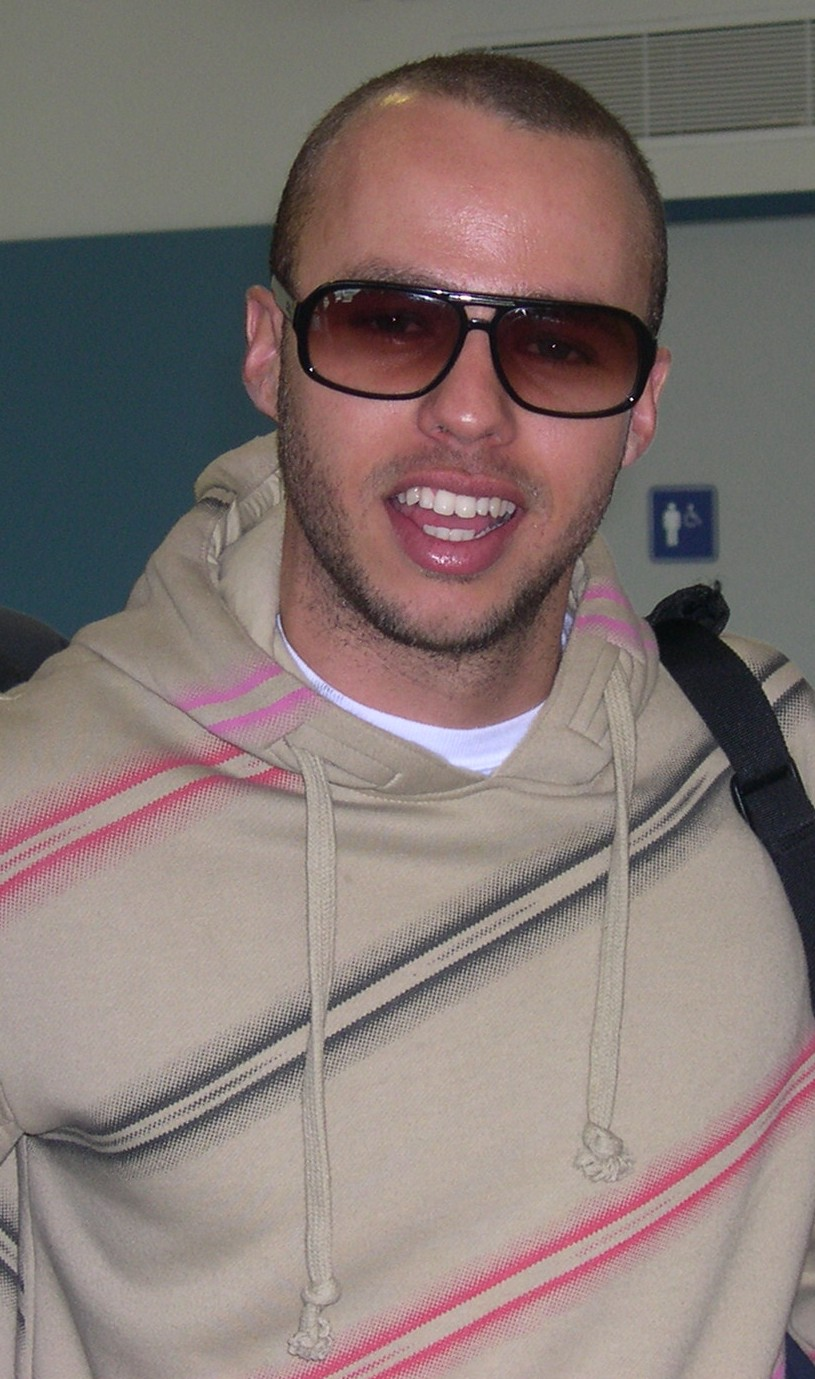
Marlon Roudette (* 1983)

- Roudil, Jean Marie Victor (1930–2012), französischer Romanist, Hispanist und Mediävist
- Roudinesco, Élisabeth (* 1944), französische Psychoanalytikerin und Autorin
- Roudnitska, Edmond (1905–1996), französischer Meisterparfümeur und Autor
- Roudnitska, Edmond (1931–2023), französischer Leichtathlet
- Roudný, Jindřich (1924–2015), tschechoslowakischer Leichtathlet
- Roudoudou (* 1963), französischer DJ
- Roudy, Yvette (* 1929), französische Politikerin (PS), Mitglied der Nationalversammlung und Europäischen Parlaments

### Roue
- Rouelle, Guillaume-François (1703–1770), französischer Chemiker
- Rouelle, Hilaire-Marin (1718–1779), französischer Chemiker
- Rouenhoff, Otto (1928–2011), deutscher Zahnarzt
- Rouenhoff, Stefan (* 1978), deutscher Politiker (CDU), MdBStefan Rouenhoff (* 1978)

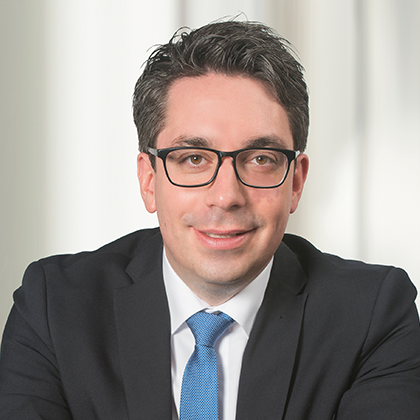
Stefan Rouenhoff (* 1978)

- Rouer, Claude (1929–2021), französischer Radrennfahrer
- Rouet, Alain (* 1942), französischer Physiker und Dichter
- Rouet, Albert (* 1936), französischer Geistlicher, römisch-katholischer Erzbischof von Poitiers
- Rouet, Lucienne (1901–1943), französische Schwimmerin
- Rouette, Hans-Karl (* 1939), deutscher Textilchemiker und nebenberuflicher Diakon

### Rouf
- Rouffeteau, René (1926–2012), französischer Radrennfahrer
- Rouffio, Jacques (1928–2016), französischer Filmregisseur und Drehbuchautor
- Roufs, Gerry (* 1953), kanadischer Segler

### Roug
- Roug, Kristine (* 1975), dänische Seglerin, Olympiasiegerin und Weltmeisterin
- Rougagnou, Claude, französische Tischtennis-Nationalspielerin
- Rouge, Candy de (* 1944), deutscher Produzent und Liedtexter
- Rougé, Emmanuel de (1811–1872), französischer Ägyptologe
- Rouge, Frédéric (1867–1950), Schweizer Maler
- Rouge, Jasmine la (* 1984), rumänische Pornodarstellerin, die in Deutschland tätig ist
- Rougé, Jean-Luc (* 1949), französischer Judoka
- Rougé, Matthieu (* 1966), französischer Geistlicher, römisch-katholischer Bischof von Nanterre
- Rouge, Michel (* 1950), französischer Comiczeichner
- Rougeau, Jacques (* 1960), kanadischer Wrestler
- Rougeau, Lauriane (* 1990), kanadische Eishockeyspielerin
- Rougeaux, Lucas (* 1994), französischer Fußballspieler
- Rougemont, Auguste (1798–1867), Schweizer Politiker
- Rougemont, Charlotte (1901–1987), deutsche Märchenerzählerin
- Rougemont, Denis de (1906–1985), Schweizer PhilosophDenis de Rougemont (1906–1985)

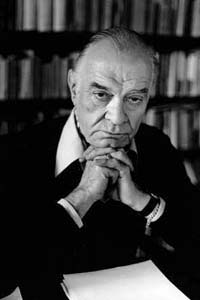
Denis de Rougemont (1906–1985)

- Rougemont, Frédéric de der Ältere (1808–1876), Schweizer Geograf, Historiker, Philosoph, Theologe und Politiker
- Rougemont, Frédéric de der Jüngere (1838–1917), Schweizer evangelischer Geistlicher und Entomologe
- Rougemont, Georges de (1758–1824), Schweizer Jurist und Politiker
- Rougemont, Gérard de († 1225), römisch-katholischer Geistlicher; Bischof von Lausanne (1220–1221); Erzbischof von Besançon (1221–1225)
- Rougemont, Joseph Claude (1756–1818), Mediziner und Hochschullehrer
- Rougeot, Aliénor (* 1999), kanadisch-französische Klimaaktivistin
- Rougeot, Jacques (1938–2021), französischer Literaturhistoriker und Politiker
- Rougeot, Marine (* 1986), französische Biathletin
- Rouger de Laplane, Jean Grégoire Barthélemy (1766–1837), französischer Divisionsgeneral der Infanterie
- Rouger, Hubert (1875–1958), französischer Politiker, Mitglied der Nationalversammlung
- Rougerie, Isabelle (* 1963), französische Schauspielerin und Songwriterin
- Rougerie, Jacques (* 1945), französischer Architekt
- Rougerie, Jean (1929–1998), französischer Schauspieler
- Rouget de Lisle, Claude Joseph (1760–1836), französischer Komponist, Dichter und OffizierClaude Joseph Rouget de Lisle (1760–1836)

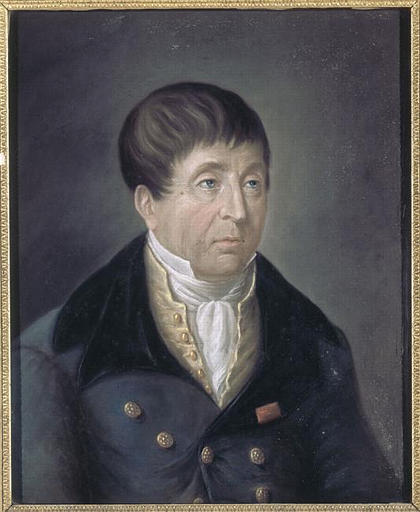
Claude Joseph Rouget de Lisle (1760–1836)

- Rouget, Charles Marie Benjamin (1824–1904), französischer Physiologe und Histologe
- Rouget, Jean-Pierre (* 1941), französischer Autorennfahrer
- Rouget, Noëlla (1919–2020), französische Widerstandskämpferin und Lehrerin
- Rouget, Sébastien (* 1969), belgischer Geschwindigkeitsskifahrer
- Rougetel, John Helier Le (1894–1975), britischer Botschafter
- Rough, Alan (* 1951), schottischer Fußballtorhüter
- Roughani, Amir (* 1975), deutsch-iranischer Unternehmer
- Roughead, Gary (* 1951), US-amerikanischer Admiral
- Roughgarden, Joan (* 1946), US-amerikanische Biologin und Autorin
- Roughgarden, Tim (* 1975), US-amerikanischer Informatiker
- Rought, Charles (1884–1919), britischer Ruderer
- Roughton, Francis John Worsley (1899–1972), britischer Biochemiker
- Rougier, Adrien (1892–1984), französischer Komponist, Lehrer und Organist
- Rougier, Arthur (* 2000), französischer Automobilrennfahrer
- Rougier, Jean (1885–1952), französischer Politiker (SFIO), Mitglied der Nationalversammlung
- Rougier, Louis (1889–1982), französischer Philosoph und Hochschullehrer
- Rougier-Lagane, Christopher (* 1998), mauritischer Radrennfahrer

### Rouh
- Rouhana, Charbel (* 1965), libanesischer Oud-Spieler und Komponist
- Rouhana, Paul (* 1954), libanesischer maronitischer Ordensgeistlicher, Weihbischof in Sarba
- Rouhani, Fuad (1907–2004), iranischer Diplomat und erster OPEC-Generalsekretär
- Rouher, Eugène (1814–1884), französischer Staatsmann
- Rouhs, Manfred (* 1965), deutscher Politiker (Pro Köln)

### Roui
- Rouicha, Mohamed (1950–2012), marokkanischer Komponist, Musiker und Sänger
- Rouillard, Carole (* 1960), kanadische Langstreckenläuferin
- Rouillard, Pierre Louis (1820–1881), französischer Bildhauer
- Rouillé, Antoine Louis, Comte de Jouy (1689–1761), französischer Staatsmann
- Rouiller, François (* 1956), Schweizer Schriftsteller, Zeichner und Apotheker
- Rouiller, Steve (* 1990), Schweizer Fussballspieler
- Rouillier, Karl (1814–1858), russischer Geologe und Paläontologe
- Rouillon, Fernand (1920–2000), französischer Botschafter
- Rouilly, André (1913–1966), Schweizer Feldhandballspieler
- Rouissi, Faouzi (* 1971), tunesischer Fußballspieler
- Rouits, Dominique (* 1949), französischer Dirigent und Musikpädagoge

### Rouj
- Roujas, Angélique (* 1974), französische Fußballspielerin und -trainerin
- Roujon, Henry (1853–1914), französischer Staatsbeamter, Journalist und Mitglied der Académie française

### Rouk
- Rõuk, Theodor (1891–1940), estnischer Jurist und Politiker
- Roukema, Marge (1929–2014), US-amerikanische Politikerin

### Roul
- Rouland, Sébastien (* 1972), französischer Dirigent
- Rouleau, Alexandre (* 1983), kanadisch-französischer Eishockeyspieler
- Rouleau, Felix-Raymond-Marie (1866–1931), kanadischer Geistlicher und Erzbischof von Québec
- Rouleau, Guy (1965–2008), kanadischer Eishockeyspieler
- Rouleau, Joseph (1929–2019), kanadischer Opernsänger (Bass)
- Rouleau, Raymond (1904–1981), belgischer Schauspieler und Regisseur mit Hauptbetätigungsfeld in Frankreich
- Rouleau, Reynald (* 1935), kanadischer Geistlicher und Bischof von Churchill-Baie d’Hudson
- Roulet, Daniel de (* 1944), Schweizer SchriftstellerDaniel de Roulet (* 1944)

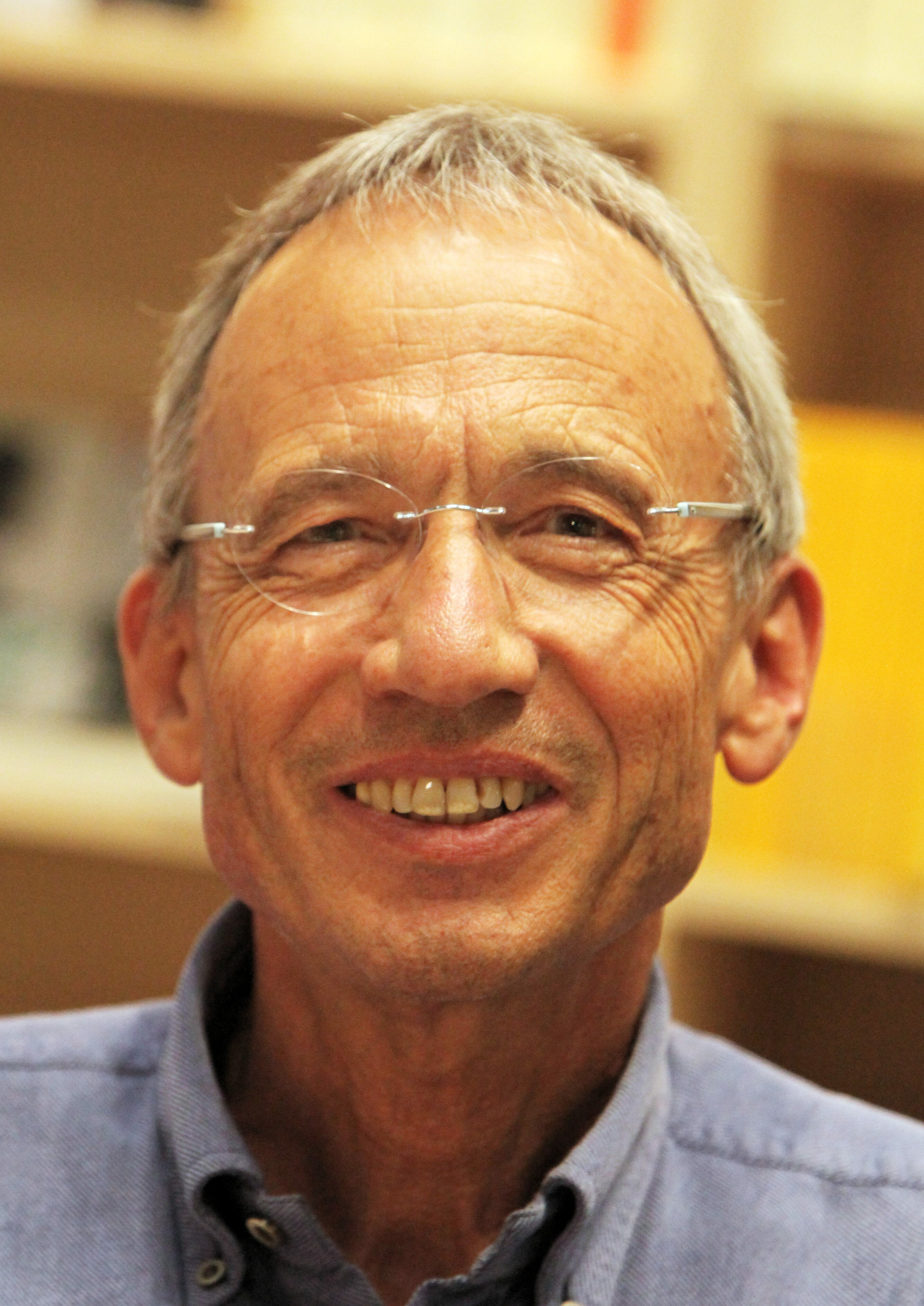
Daniel de Roulet (* 1944)

- Roulet, Louis-Edouard (1917–1996), Schweizer Historiker und Offizier
- Roulet, Louis-Samuel (1877–1955), Schweizer Politiker (BGB)
- Roulette (* 1975), deutscher Rapper und Produzent
- Roulez, Joseph Emmanuel Ghislain (1808–1878), belgischer Klassische Philologe, Archäologe und Epigraphiker
- Roulez, Valentin (* 1996), luxemburgischer Fußballtorhüter
- Roulien, Raul (1904–2000), brasilianischer Schauspieler, Drehbuchautor, Filmregisseur, Filmproduzent, Musiker, Fernsehmoderator und Zeitungsjournalist
- Roulin, Gilles (* 1994), Schweizer Skirennläufer
- Roulland-Dussoix, Daisy (1936–2014), Schweizer Molekular- und Mikrobiologin
- Roullier, Chase (* 1993), US-amerikanischer American-Football-Spieler
- Roulston, Hayden (* 1981), neuseeländischer Radrennfahrer
- Roulstone, Jacob (* 2005), australischer Motorradrennfahrer

### Roum
- Roumain, Jacques (1907–1944), haitianischer Schriftsteller, Politiker und Ethnologe
- Roumane, Rayane (* 2000), französischer Tennisspieler
- Roumanille, Joseph (1818–1891), französischer Autor, Buchhändler, Verleger, Romanist und Provenzalist, Gründungsmitglied des Félibrige
- Roumbanis, Georgios (1929–2025), griechischer Stabhochspringer
- Roumégas, Jean-Louis (* 1962), französischer Politiker, Mitglied der Nationalversammlung
- Roumeguère, Casimir (1828–1892), französischer Botaniker und Mykologe
- Roumi, Amal al (* 1992), kuwaitische Mittelstreckenläuferin
- Roumi, Ohood Bint Khalfan Al, emiratische Ministerin und Politikerin
- Roumie, Jonathan (* 1974), amerikanischer SchauspielerJonathan Roumie (* 1974)

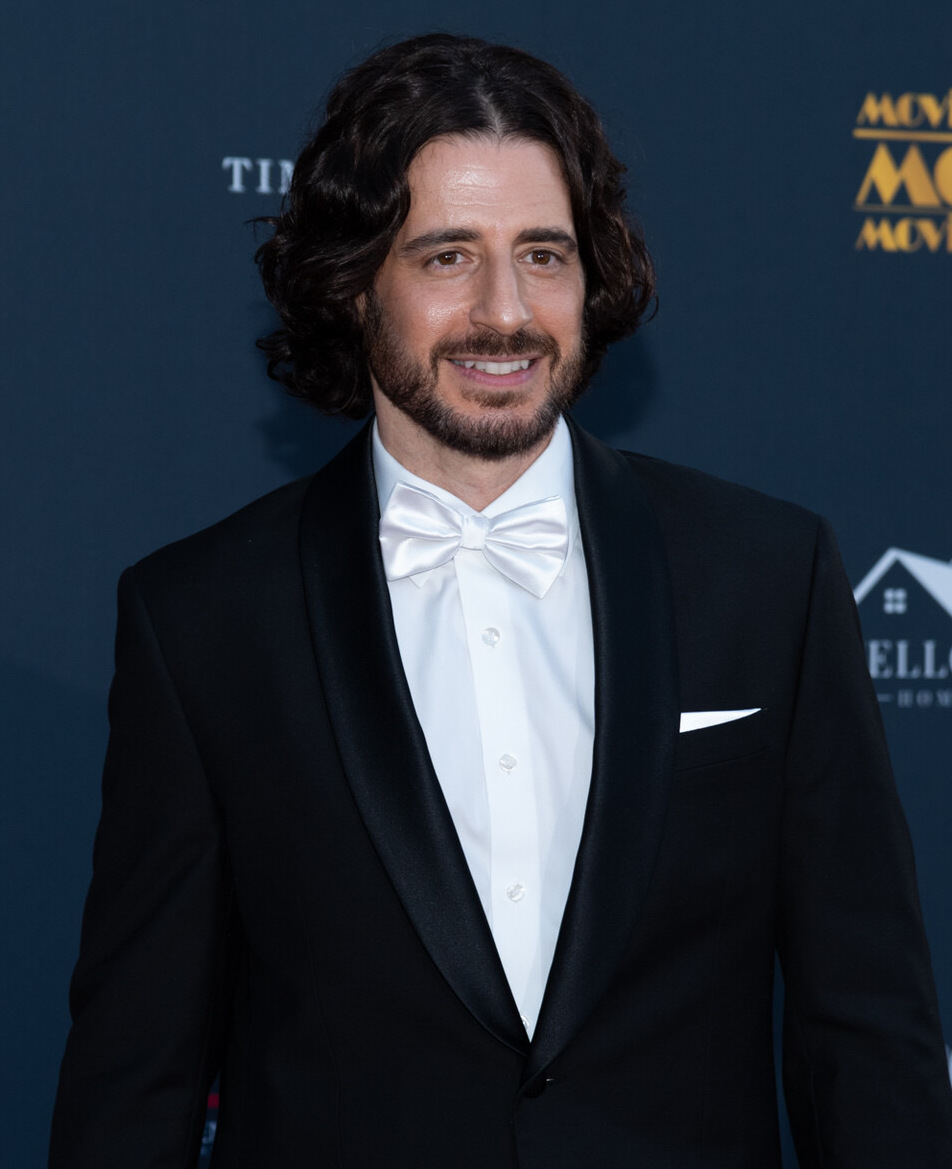
Jonathan Roumie (* 1974)

- Roumieux, Louis (1829–1894), französischer Schriftsteller okzitanischer Sprache
- Roumtsios, Christos-Panagiotis (* 2003), griechischer Hürdenläufer

### Roun
- Rounault, Jean (1910–1987), rumänisch-deutscher Schriftsteller
- Round, Carina (* 1979), britische Rocksängerin, Songschreiberin, Gitarristin und Musikerin
- Round, Dorothy (1908–1982), englische Tennisspielerin
- Round, Henry Joseph (1881–1966), englischer Forscher und Erfinder
- Round, John Horace (1854–1928), britischer Mittelalterhistoriker
- Round, Steve (* 1970), englischer Fußballspieler
- Rounds, Mike (* 1954), US-amerikanischer Politiker
- Roundtree, Richard (1942–2023), US-amerikanischer FilmschauspielerRichard Roundtree (1942–2023)

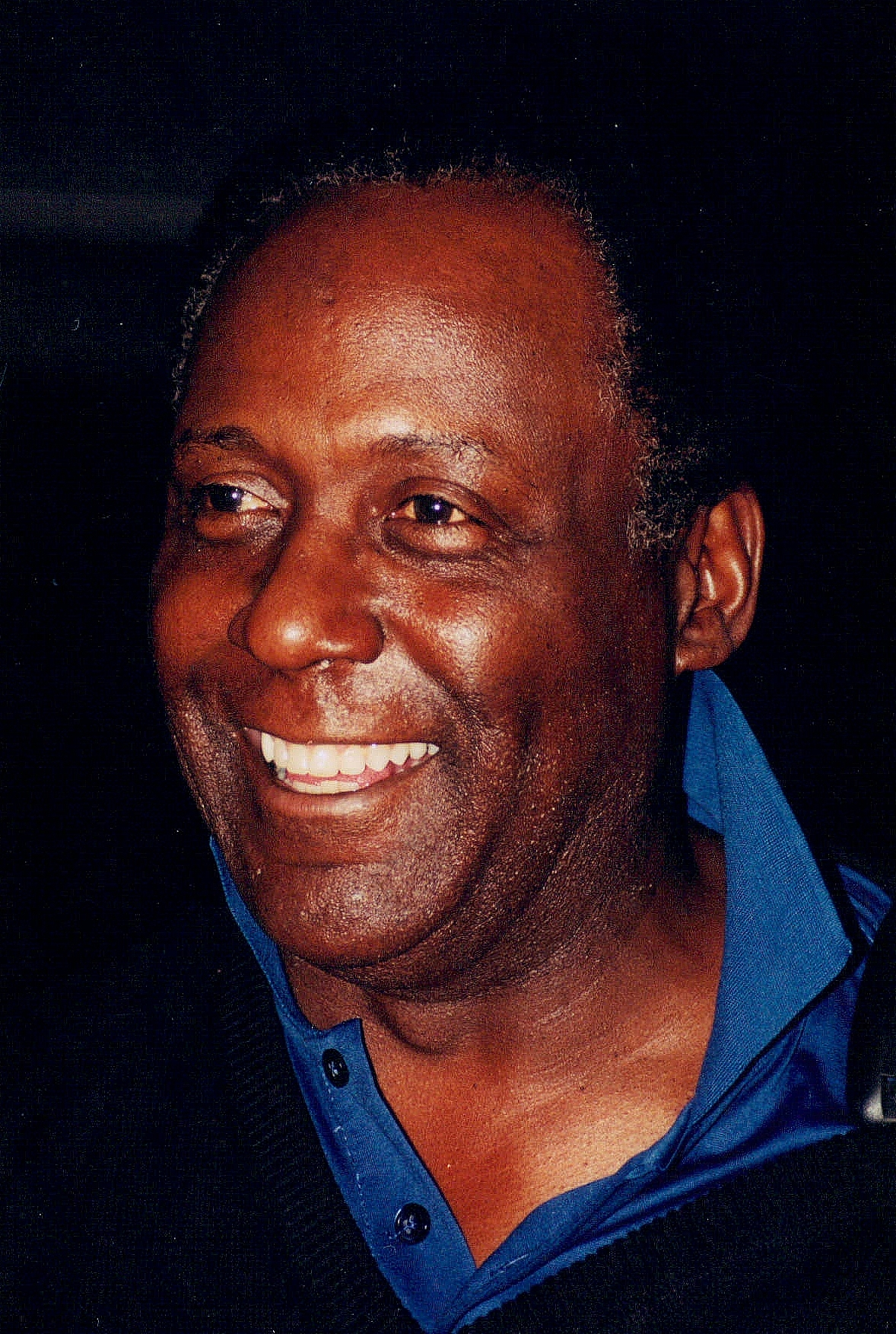
Richard Roundtree (1942–2023)

- Rountree, David, US-amerikanischer Schauspieler, Drehbuchautor, Produzent und Regisseur
- Rountree, Phyllis (1911–1994), australische Mikrobiologin und Bakteriologin
- Rountree, William M. (1917–1995), US-amerikanischer Diplomat

### Roup
- Roupé, Bjarne (* 1952), schwedischer Jazzmusiker (Gitarrist, Komponist)
- Roupell, Arabella Elizabeth (1817–1914), britische botanische Illustratorin
- Roupenian, Kristen (* 1982), amerikanische Schriftstellerin
- Rouphos, antiker griechischer Toreut
- Rouphos, Benizelos (1795–1868), griechischer Politiker und Ministerpräsident
- Roupnel, Gaston (1871–1946), französischer Historiker
- Roupov, Wenzel Wilhelm von († 1641), böhmischer Adliger
- Roupov, Wilhelm von († 1629), böhmischer Adliger
- Rouppert, Jean (1887–1979), französischer Zeichner und Bildhauer

### Rouq
- Rouquayrol, Benoît (1826–1875), französischer Bergbauingenieur und Erfinder
- Rouquet, Maxime (* 1985), französischer Politiker (Parti Pirate)
- Rouquette, Anne (* 1984), französische Comiczeichnerin
- Rouquette, Axel (* 2003), französischer Fußballspieler
- Rouquette, Hans Stephan von (1742–1813), preußischer Generalleutnant, Chef des Dragonerregiment „von Rouquette“
- Rouquette, Jean (* 1938), französischer römisch-katholischer Geistlicher und Dichter okzitanischer Sprache
- Rouquette, Max (1908–2005), französischer Schriftsteller okzitanischer Sprache
- Rouquette, Yves (1936–2015), französischer Schriftsteller okzitanischer Sprache
- Rouquier, Georges (1909–1989), französischer Dokumentarfilm-Regisseur, Drehbuchautor und Gelegenheitsschauspieler
- Rouquier, Raphaël (* 1969), französischer Mathematiker

### Rour
- Roura i Estrada, Josep (1797–1860), katalanischer Chemiker
- Roura Llaverías, Ruth (* 2006), spanische Tennisspielerin
- Roura, Alan (* 1993), Schweizer Segelsportler
- Roura, Jordi (* 1967), spanischer Fußballspieler und -trainer
- Roure, Agenor Lafayette de (1870–1935), brasilianischer Journalist und Politiker
- Roure, Marta (* 1981), andorranische Sängerin
- Roure, Martine (* 1948), französische Lehrerin und Politikerin (PS), MdEP
- Roures, Jaume (* 1950), spanischer Filmproduzent
- Rourke, Allan (* 1980), kanadischer Eishockeyspieler
- Rourke, Andy (1964–2023), britischer Musiker und Bassist der Band The Smiths
- Rourke, Colin (1943–2024), britischer Mathematiker
- Rourke, Constance (1885–1941), amerikanische Literatur- und Kulturwissenschaftlerin
- Rourke, Mickey (* 1952), amerikanischer SchauspielerMickey Rourke (* 1952)

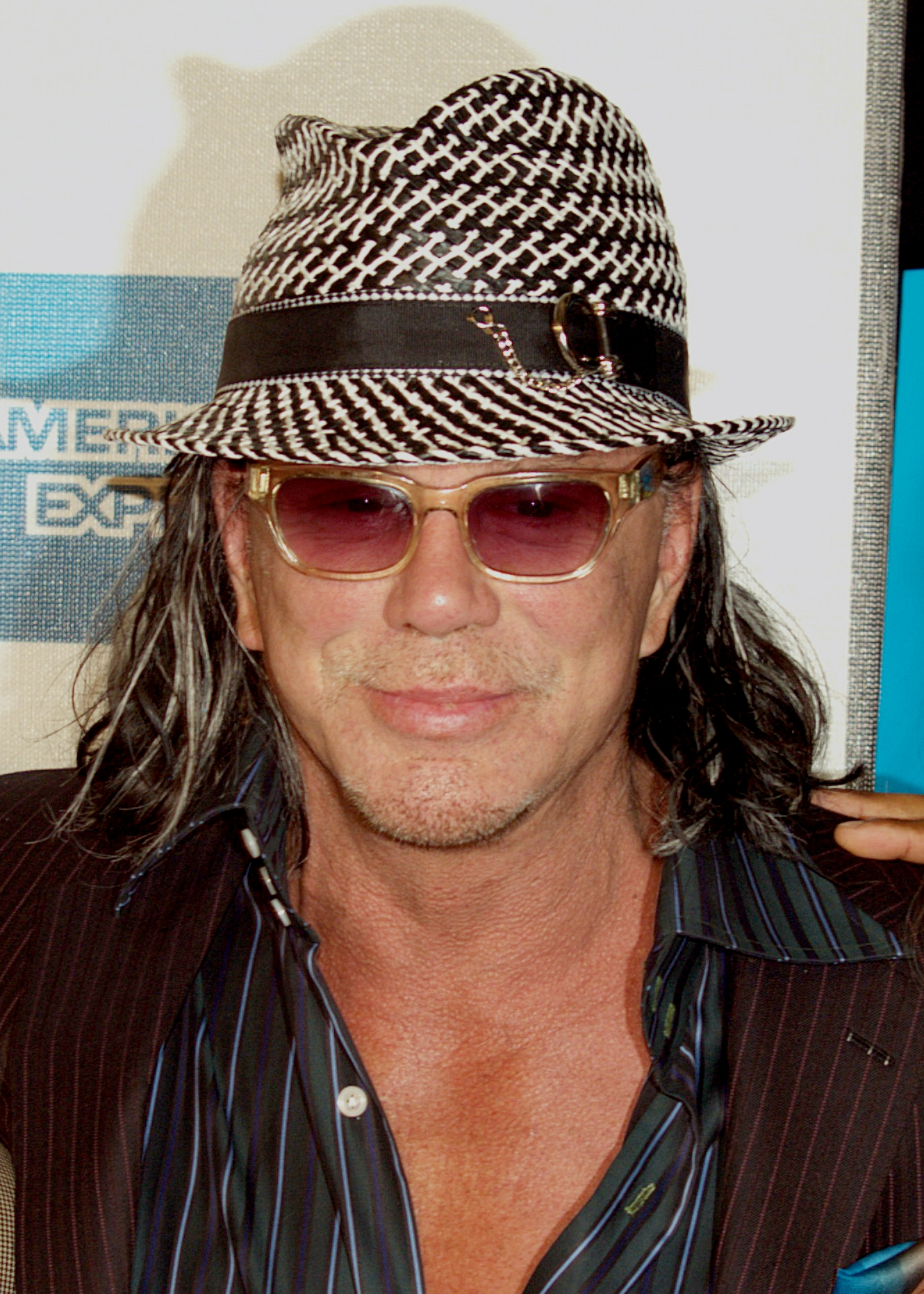
Mickey Rourke (* 1952)

- Rourke, Russell A. (1931–2003), US-amerikanischer Politiker, Rechtsanwalt und Wirtschaftsmanager

### Rous
- Rous, Didier (* 1970), französischer RadrennfahrerDidier Rous (* 1970)

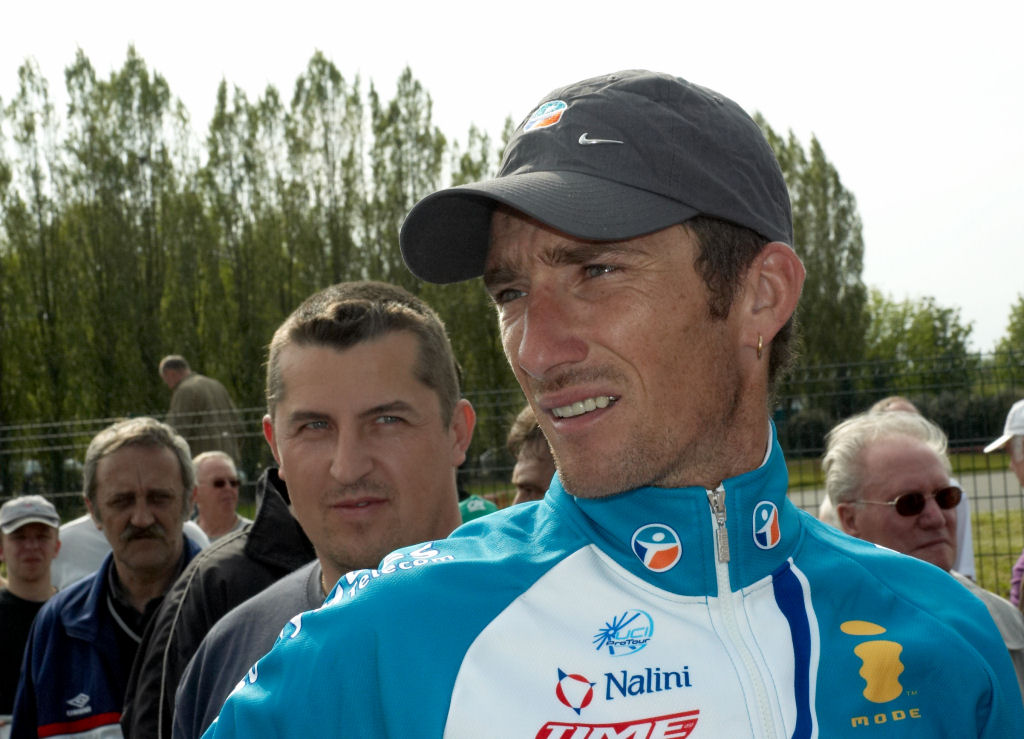
Didier Rous (* 1970)

- Rous, Francis Peyton (1879–1970), US-amerikanischer Pathologe
- Rous, George 3. Earl of Stradbroke (1862–1947), britischer Offizier, Gouverneur von Victoria
- Rous, Henry John (1795–1877), britischer Admiral, Pferdesport-Funktionär und Politiker, Mitglied des House of Commons
- Rous, John, 1. Earl of Stradbroke (1750–1827), britischer Politiker
- Rous, Joseph (1881–1974), französischer Politiker
- Rous, Stanley (1895–1986), sechster Präsident des Weltfußballverbandes FIFA
- Rous, Theo (* 1934), deutscher Sportfunktionär
- Rouse, Arthur B. (1874–1956), US-amerikanischer Politiker
- Rouse, Bob (* 1964), kanadischer Eishockeyspieler
- Rouse, Cecilia (* 1963), US-amerikanische Ökonomin
- Rouse, Charlie (1924–1988), amerikanischer Tenorsaxophonist
- Rouse, Christopher (1949–2019), US-amerikanischer Komponist
- Rouse, Christopher (* 1958), US-amerikanischer Filmeditor
- Rouse, Corey (* 1984), US-amerikanischer Basketballspieler
- Rouse, Eddie (1954–2014), US-amerikanischer Schauspieler in Film und Fernsehen
- Rouse, Hunter (1906–1996), US-amerikanischer Ingenieurwissenschaftler für Mechanik
- Rouse, Jeff (* 1970), US-amerikanischer Schwimmer
- Rouse, Josh (* 1972), US-amerikanischer Singer und Songwriter
- Rouse, Joyce (* 1955), US-amerikanischer Singer-Songwriter
- Rouse, Mitch (* 1964), US-amerikanischer Schauspieler, Regisseur und Drehbuchautor
- Rouse, Mollie (* 1998), englische Fußballspielerin
- Rouse, Pete (* 1946), US-amerikanischer Politiker (Demokratischen Partei)
- Rouse, Russell (1913–1987), US-amerikanischer Regisseur, Produzent und Drehbuchautor
- Rouse, Ruth (1872–1956), britische anglikanische Theologin und eine der Führungsfiguren der frühen Ökumenischen Bewegung
- Rouse, Ruth Elizabeth (* 1963), grenadische Botschafterin und Ständige Vertreterin von Grenada bei den Vereinten Nationen
- Rouser, Jason (* 1970), US-amerikanischer Sprinter
- Rousey, Ronda (* 1987), US-amerikanische Judoka, Mixed-Martial-Arts-Kämpferin, Wrestlerin und SchauspielerinRonda Rousey (* 1987)

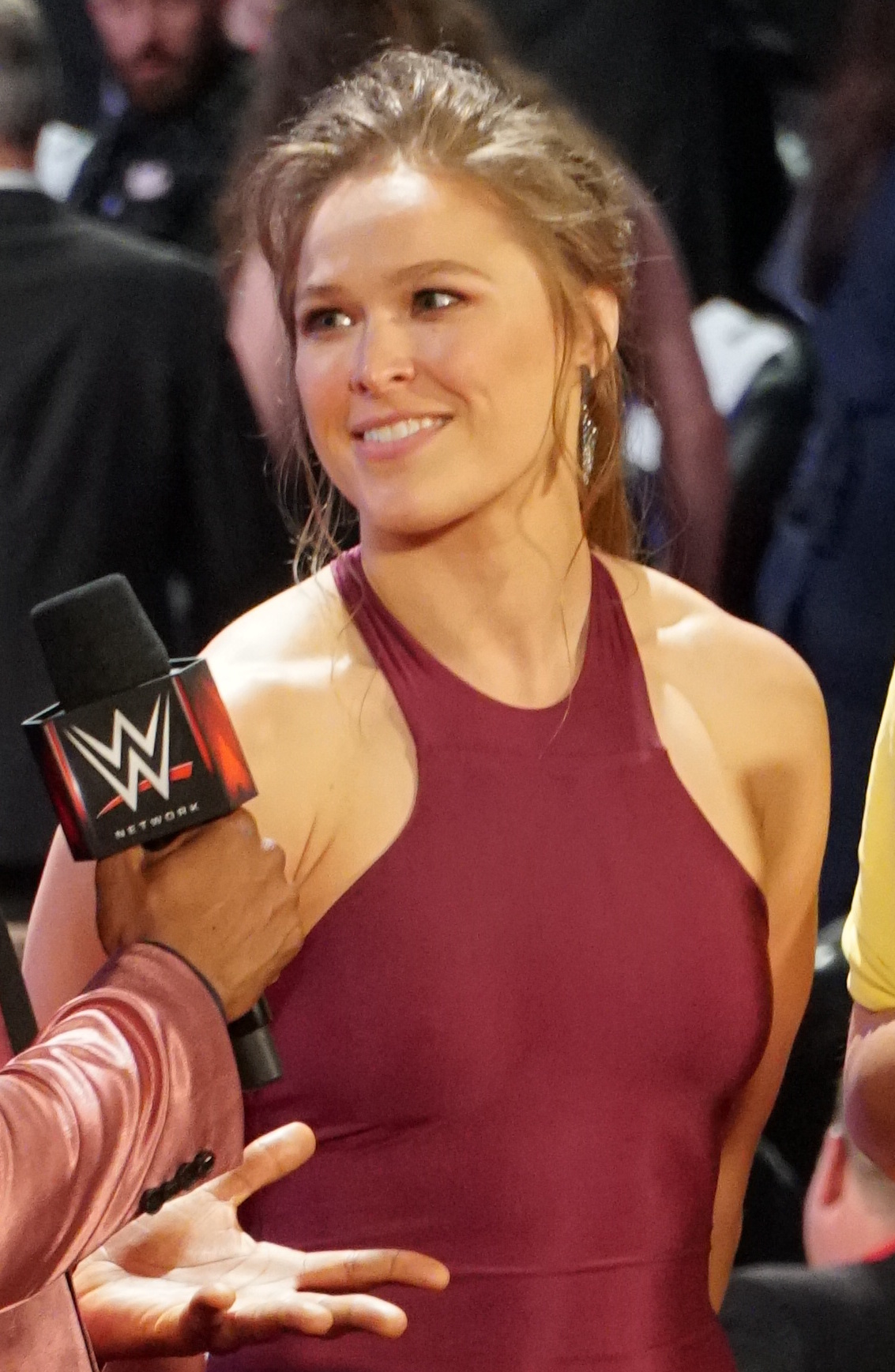
Ronda Rousey (* 1987)

- Roush, Edd (1893–1988), US-amerikanischer Baseballspieler
- Roush, J. Edward (1920–2004), US-amerikanischer Politiker
- Roush, Jack (* 1942), US-amerikanischer NASCAR-Teambesitzer
- Roush, Tubby (1898–1936), US-amerikanischer Footballspieler
- Roush, William (* 1952), US-amerikanischer Chemiker
- Rousias, Aristidis, griechischer Wasserballspieler
- Rousiers, Paul de (1857–1934), französischer Wirtschafts- und Sozialwissenschaftler
- Rousopoulos, Theodoros (* 1963), griechischer Politiker
- Roussakis, Nicolas (1934–1994), US-amerikanischer Komponist und Musikpädagoge griechischer Herkunft
- Roussarie, Robert (* 1944), französischer Mathematiker
- Rousse, Edmond (1817–1906), französischer Rechtsanwalt
- Rousse, Frank († 1917), englischer Maler
- Rousse, Marion (* 1991), französische RadrennfahrerinMarion Rousse (* 1991)

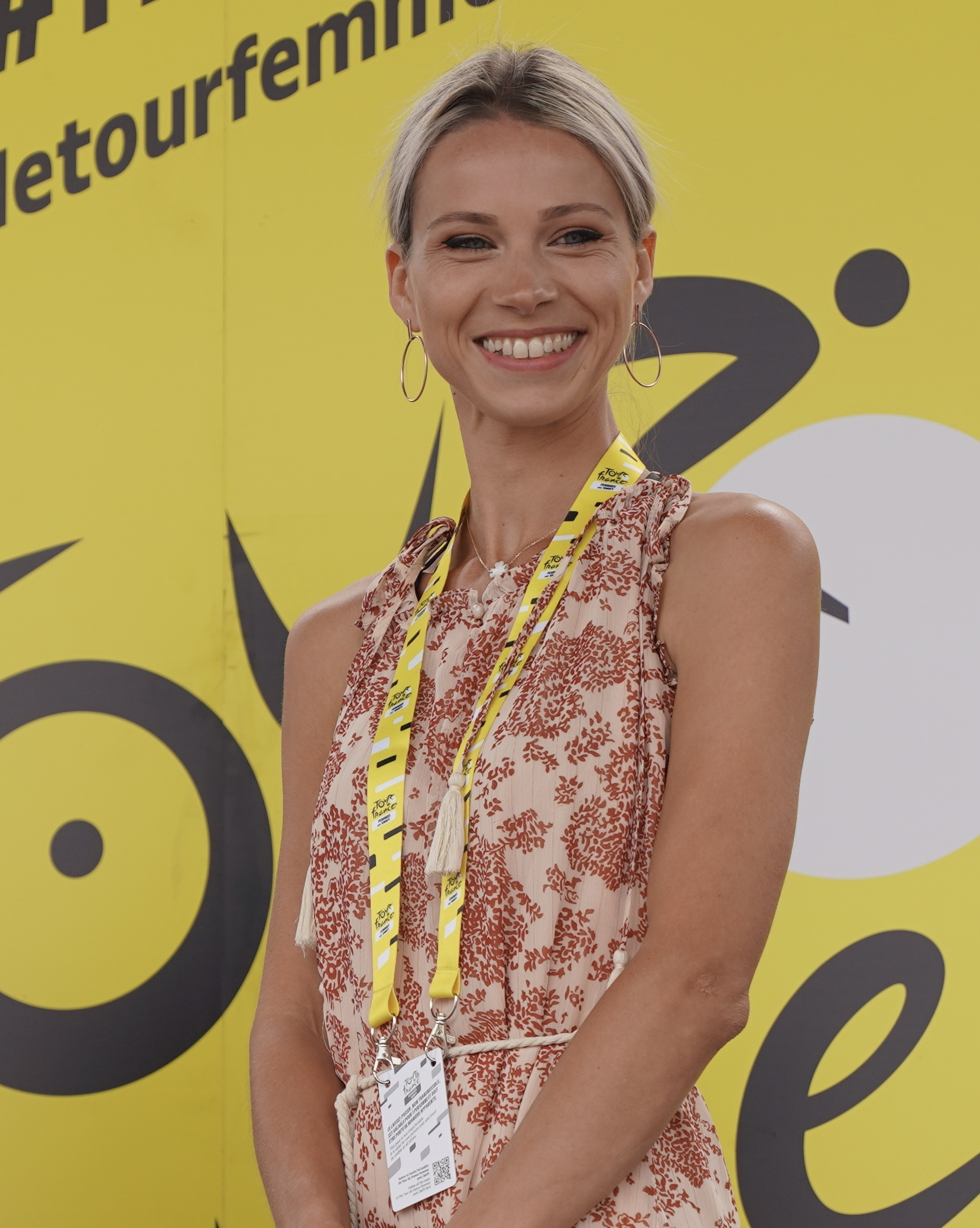
Marion Rousse (* 1991)

- Rousseau, André (1898–1964), französischer Autorennfahrer
- Rousseau, Aurélien (* 1976), französischer Regierungsbeamter und Politiker
- Rousseau, Bobby (* 1940), kanadischer Eishockeyspieler
- Rousseau, Cassiel (* 2001), australischer Wasserspringer
- Rousseau, Christiane (* 1954), kanadische Mathematikerin
- Rousseau, Christiane (* 1980), deutsche Schriftstellerin
- Rousseau, Craig (* 1971), US-amerikanischer Comiczeichner
- Rousseau, Florian (* 1974), französischer Bahnradsportler
- Rousseau, François († 1804), Hofmaler der Kölner Kurfürsten
- Rousseau, Frederick (* 1958), französischer Techno-Musiker
- Rousseau, Gaston (1925–2019), französischer Radrennfahrer
- Rousseau, Gregory (* 2000), US-amerikanischer American-Football-Spieler
- Rousseau, Henri (1844–1910), französischer Maler
- Rousseau, Jacques (1951–2024), französischer Leichtathlet
- Rousseau, Jean (1644–1699), französischer Gambist und Musiktheoretiker
- Rousseau, Jean-Baptiste (1671–1741), französischer Autor
- Rousseau, Jean-Jacques (1712–1778), französischer Schriftsteller und PhilosophJean-Jacques Rousseau (1712–1778)

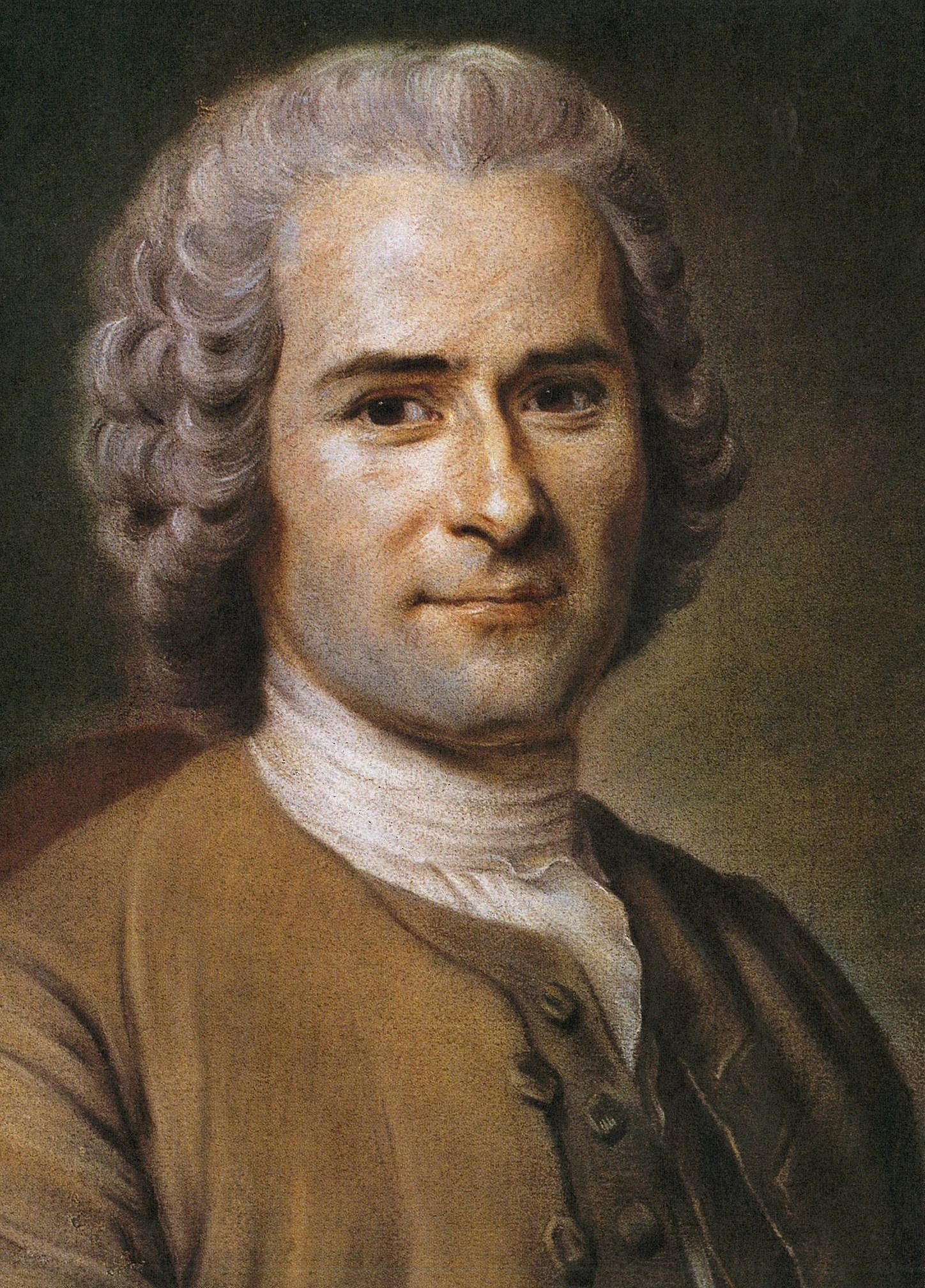
Jean-Jacques Rousseau (1712–1778)

- Rousseau, Jean-Joseph (1761–1800), französischer Opernsänger (Tenor)
- Rousseau, Jehanne (* 1976), französische Game-Designerin, Grafikerin und Drehbuchautorin für Videospiele
- Rousseau, Johann Baptist (1802–1867), deutscher Dichter, Journalist und Herausgeber
- Rousseau, Lovell Harrison (1818–1869), US-amerikanischer Offizier und Politiker
- Rousseau, Ludwig (1724–1794), deutscher Pharmazeut, Apotheker und Chemiker
- Rousseau, Magali (* 1988), französische Schwimmerin
- Rousseau, Manuela (* 1955), deutsche Aufsichtsrätin, Professorin und Buchautorin
- Rousseau, Marietta (1850–1926), belgische Mykologin
- Rousseau, Maurice (1893–1967), französischer römisch-katholischer Geistlicher und Bischof von Laval
- Rousseau, Michel (1936–2016), französischer Radrennfahrer
- Rousseau, Michel (* 1949), französischer Schwimmer
- Rousseau, Murielle (* 1966), französische Autorin
- Rousseau, Nicolas (* 1983), französischer Radrennfahrer
- Rousseau, Philip (1939–2020), britischer Patristiker
- Rousseau, Philippe (1816–1887), französischer Maler
- Rousseau, Philippe (* 1942), französischer Gräzist
- Rousseau, Pierre-Alexandre (* 1979), kanadischer Freestyle-Skisportler
- Rousseau, Samuel (1853–1904), französischer Komponist
- Rousseau, Serge (1930–2007), französischer Schauspieler
- Rousseau, Stéphane (* 1966), kanadischer Schauspieler und Komödiant
- Rousseau, Théodore (1812–1867), französischer Landschaftsmaler
- Rousseau, Victor (1865–1954), belgischer Bildhauer und Zeichner
- Rousseau, Vincent (* 1962), belgischer Langstreckenläufer
- Rousseau, Yves (* 1961), französischer Jazzmusiker
- Rousseaux, Jacques de († 1638), niederländischer Maler
- Rousseaux, Tomas (* 1994), belgischer Volleyballspieler
- Rousseel, Nicasius, niederländischer Künstler
- Rousseff, Dilma (* 1947), brasilianische Wirtschaftswissenschaftlerin und Politikerin (Partido dos Trabalhadores)Dilma Rousseff (* 1947)

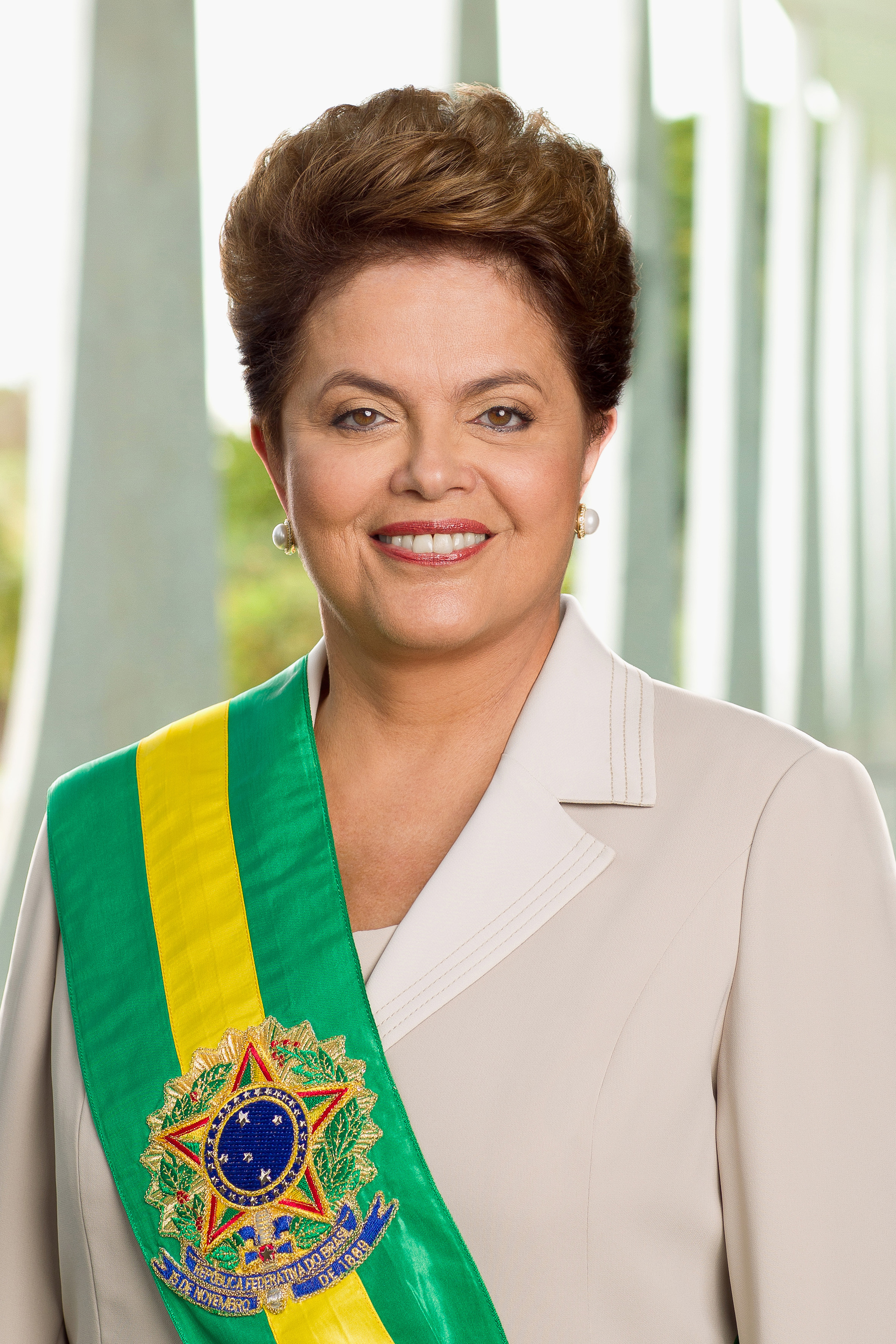
Dilma Rousseff (* 1947)

- Roussel Phrangopolos († 1078), normannischer Söldner im byzantinischen Heer
- Roussel, Albert (1869–1937), französischer Komponist
- Roussel, Alexandre († 1728), französischer Prediger und evangelischer Märtyrer
- Roussel, André-Hubert (* 1965), französischer Ingenieur und Manager
- Roussel, Ange (1934–2018), französischer Radrennfahrer
- Roussel, Antoine (* 1989), französischer Eishockeyspieler
- Roussel, Dominic (* 1970), kanadischer Eishockeytorwart
- Roussel, Fabien (* 1969), französischer PolitikerFabien Roussel (* 1969)

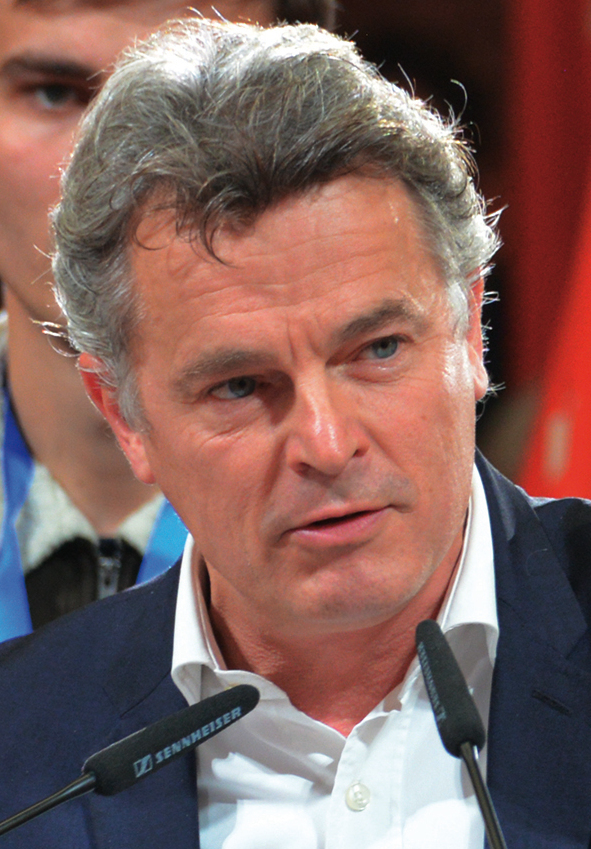
Fabien Roussel (* 1969)

- Roussel, Félix (* 2001), kanadischer Shorttracker
- Roussel, François, Komponist der Renaissance
- Roussel, Gaëtan (* 1972), französischer Sänger und Songwriter
- Roussel, Gérard († 1550), französischer Humanist, religiöser Reformer und Bischof
- Roussel, Gilles (* 1975), französischer Comic-Autor
- Roussel, Guillaume (* 1980), französischer Filmkomponist
- Roussel, Henri (1915–1998), französischer Romanist und Mediävist
- Roussel, Ker-Xavier (1867–1944), französischer Maler
- Roussel, Léo (* 1995), französischer Autorennfahrer
- Roussel, Louis (1881–1971), französischer Gräzist und Neogräzist
- Roussel, Martin (* 1978), deutscher Germanist
- Roussel, Martine F. (* 1950), französisch-amerikanische Zellbiologin
- Roussel, Myriem (* 1961), französische Schauspielerin
- Roussel, Nathalie (* 1956), französische Filmschauspielerin
- Roussel, Nelly (1878–1922), französische Journalistin und Feministin
- Roussel, Patrice (* 1963), französischer Autorennfahrer und Rennstallbesitzer
- Roussel, Paul (1867–1928), französischer Bildhauer
- Roussel, Philippe (* 1961), Schweizer Schauspieler, Theaterregisseur, Sprecher und Sänger
- Roussel, Pierre (1742–1802), französischer Arzt, Journalist
- Roussel, Pierre (1881–1945), französischer Althistoriker und Epigraphiker
- Roussel, Raymond (1877–1933), französischer SchriftstellerRaymond Roussel (1877–1933)

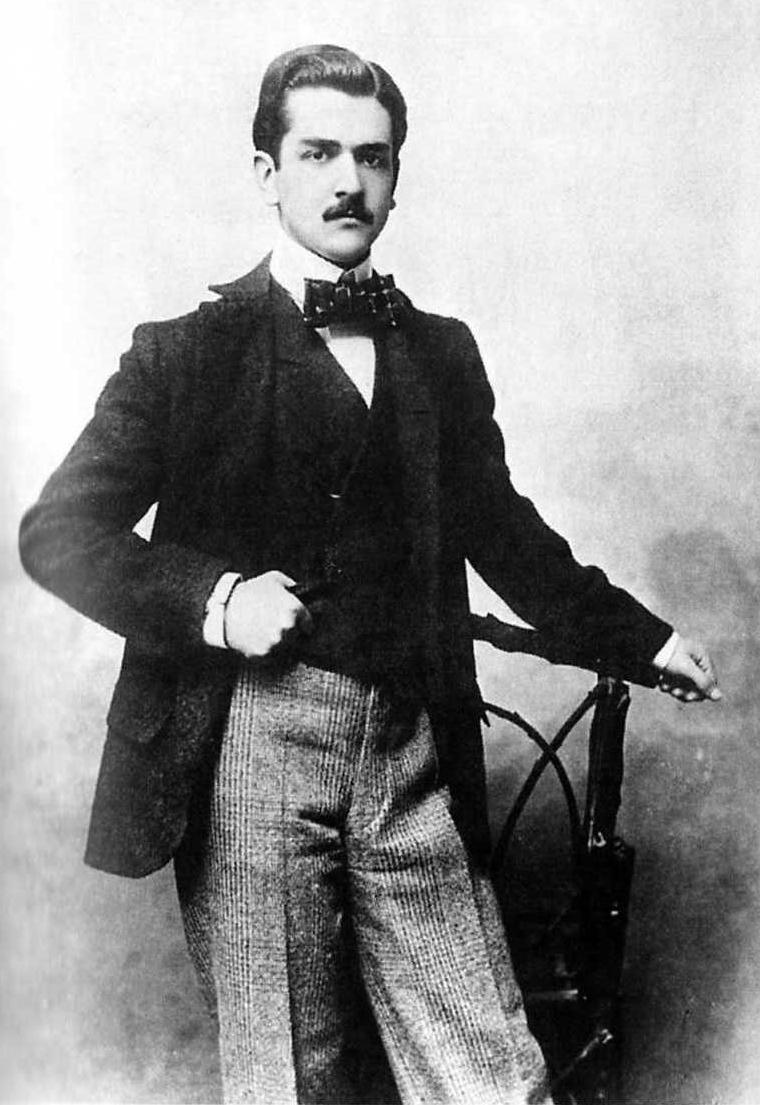
Raymond Roussel (1877–1933)

- Roussel, Stéphane (1902–1999), französische Journalistin und Autorin
- Roussel, Théodore (1847–1926), französisch-britischer Maler und Grafiker
- Rousselet, Alexandre (* 1977), französischer Skilangläufer
- Rousselet, Bernard (1935–2021), französischer Schauspieler
- Rousselet, Bruno (* 1961), französischer Jazzmusiker (Bass)
- Rousselet, Charles-Frédéric (1795–1881), französischer Bischof
- Rousselet, Karl (1807–1869), deutscher Fabrikant und Politiker
- Rousselet, Marie-Anne (1732–1826), französische Kupferstecherin
- Rousselet, Philippe (* 1968), französischer Filmproduzent
- Rousselet, Richard (* 1940), belgischer Jazzmusiker (Trompete)
- Rousselière, Charles (1875–1950), französischer Opernsänger (Tenor)
- Rousselle, Agathe (* 1988), nichtbinäre französische Autorin, Journalistin, Fotografin, Modedesignerin und ModelAgathe Rousselle (* 1988)

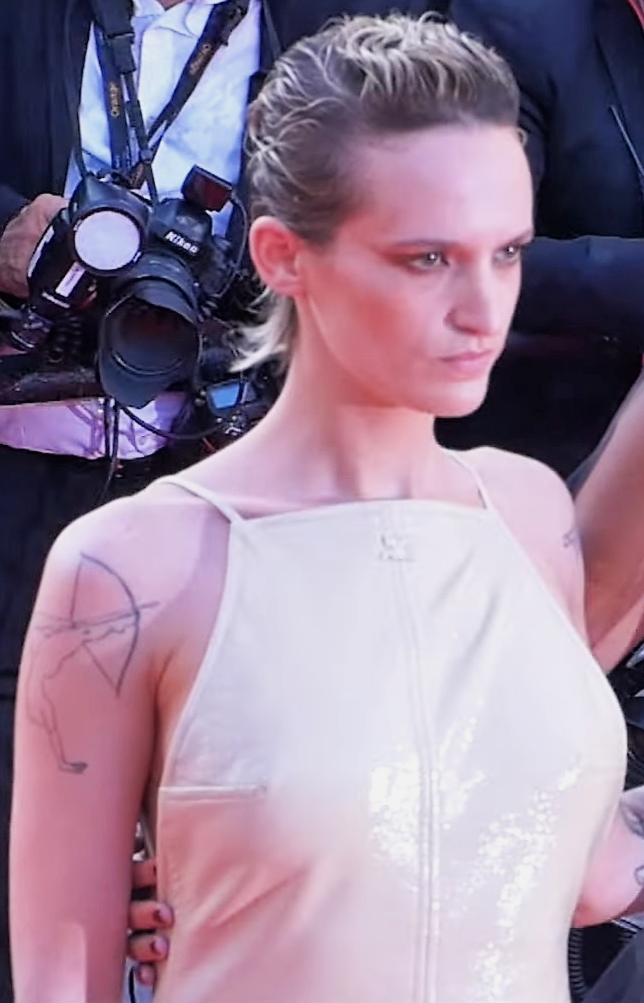
Agathe Rousselle (* 1988)

- Rousselle, Erwin (1890–1949), deutscher Sinologe
- Rousselle, Freddy (1927–2016), belgischer Automobilrennfahrer
- Rousselle, Marianne (1919–2003), deutsche Bildhauerin und Malerin
- Rousselot, Jean (1913–2004), französischer Dichter und Schriftsteller
- Rousselot, Jean-Pierre (1846–1924), französischer Geistlicher und Forscher
- Rousselot, John H. (1927–2003), US-amerikanischer Politiker
- Rousselot, Philippe (* 1945), französischer Kameramann
- Rousselot, Pierre (1878–1915), französischer Jesuit, Philosoph, Theologe
- Rousselot, Pierre-François (* 1948), französischer Autorennfahrer
- Rousselot, Scipion (1804–1880), französischer Violoncellist und Komponist
- Rousset, Alain (* 1951), französischer Politiker (PS)
- Rousset, Baptist (* 1979), französischer Nordischer Kombinierer
- Rousset, Camille (1821–1892), französischer Historiker, offizieller Geschichtsschreiber und Bibliothekar des Kriegsministeriums
- Rousset, Christophe (* 1961), französischer Cembalist und Dirigent
- Rousset, David (1912–1997), französischer Journalist, Buchautor und politischer Aktivist, Mitglied der Nationalversammlung
- Rousset, Jean (1910–2002), Schweizer Romanist und Literaturwissenschaftler
- Rousset, Marie-Christine (* 1958), französische Informatikerin
- Rousset, Paul-Marie (1921–2016), französischer Geistlicher und römisch-katholischer Bischof von Saint-Étienne
- Roussey, Laurent (* 1961), französischer Fußballspieler und -trainer
- Roussey, Olivier (* 1958), französischer Fußballspieler
- Roussi, Vasiliki (* 1969), griechisch-deutsche Bühnen- und Fernsehdarstellerin und Sängerin
- Roussillon, Jean-Paul (1931–2009), französischer Schauspieler
- Roussillon, Jérôme (* 1993), französischer FußballspielerJérôme Roussillon (* 1993)

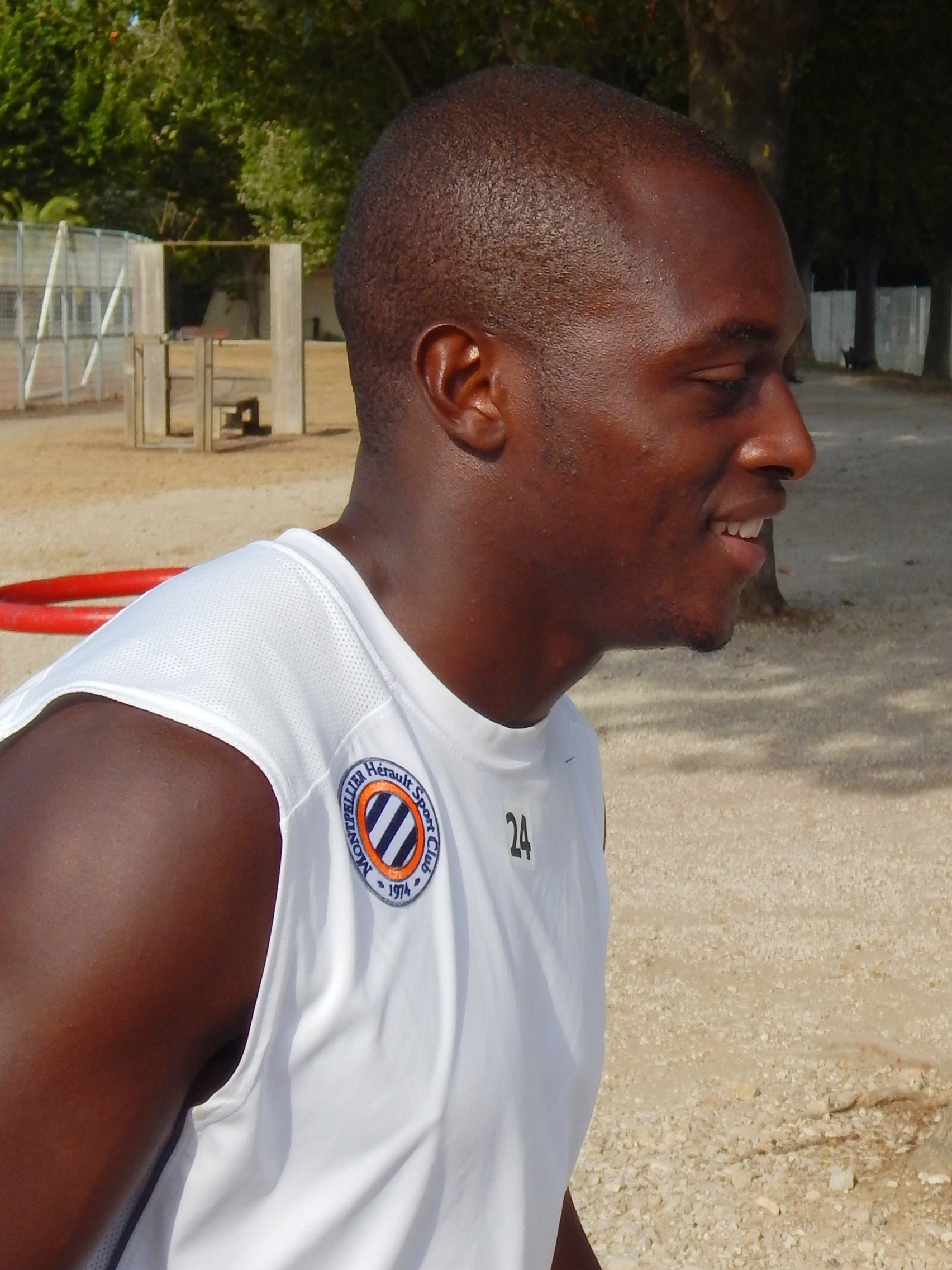
Jérôme Roussillon (* 1993)

- Roussillon, Pierre-François (1962–2025), französischer Musiker und Kulturmanager
- Roussin, Albert (1821–1896), französischer Marineoffizier und Politiker
- Roussin, Albin (1781–1854), französischer Marineoffizier und Politiker
- Roussin, André (1911–1987), französischer Theaterschauspieler und Komödiendichter
- Roussin, Antoine Louis (1819–1894), französischer Maler und Lithograf
- Roussin, Dany (* 1985), kanadischer Eishockeyspieler
- Roussin, François-Zacharie (1827–1894), französischer Chemiker und Apotheker
- Roussin, Georges (1854–1941), französischer Maler
- Roussin, Raymond (1939–2015), kanadischer Ordenspriester, römisch-katholischer Theologe und Erzbischof von Vancouver
- Rousso, Henry (* 1954), französischer Historiker
- Rousso, Vanessa (* 1983), US-amerikanische Pokerspielerin
- Rousson, Boris (* 1970), deutsch-kanadischer Eishockeytorhüter
- Roussopoulos, Carole (1945–2009), Schweizer Filmregisseurin und Feministin
- Roussos, Demis (1946–2015), griechischer SängerDemis Roussos (1946–2015)

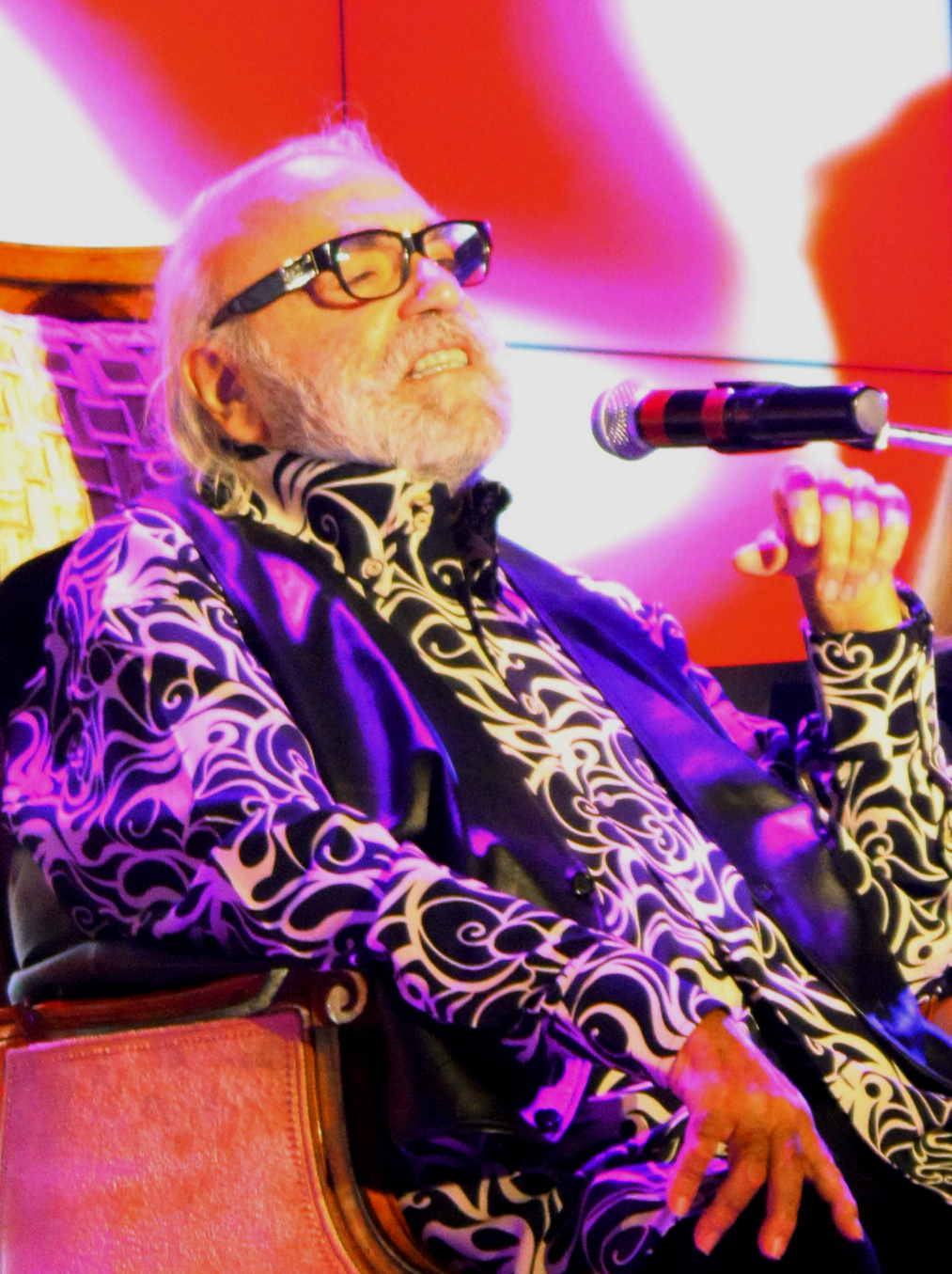
Demis Roussos (1946–2015)

- Roussy de Sales, Raoul de (1896–1942), französischer Journalist und Schriftsteller
- Rousta, Daniel (* 1973), deutscher Jurist, Ministerialbeamter in Baden-Württemberg
- Rousta, Kambiz (* 1939), iranischer Politikwissenschaftler
- Roustam Raza († 1845), georgischer Mamluk und Leibwächter Napoleons
- Roustan, Pau (1859–1938), französischer Okzitanist und Schriftsteller okzitanischer Sprache
- Roustang, François (1923–2016), französischer Philosoph, Jesuit, Psychoanalytiker und Hypnotherapeut
- Roustayi, Saeed (* 1989), iranischer Filmregisseur, Drehbuchautor und Filmproduzent
- Rousteing, Olivier (* 1986), französischer Modeschöpfer
- Rousthøj, Einar (1869–1929), dänischer Autor, Maler und Jurist
- Roustom, Kareem (* 1971), syrisch-amerikanischer Komponist

### Rout
- Rout, Ettie (1877–1936), neuseeländische Journalistin, Unternehmerin, Aktivistin für Sexualhygiene und Schriftstellerin
- Rout, Padmini (* 1994), indische Schachspielerin
- Rout, Shane, australischer Musiker
- Rout, Stacey (* 1983), neuseeländischer Eishockeyspieler
- Routch, Bobby (1948–2024), US-amerikanischer Musiker (Waldhorn)
- Route 94, britischer DJ und Musikproduzent
- Route, Tracy Ann (* 1985), mikronesische Schwimmerin
- Router, Michael (* 1965), irischer Geistlicher, römisch-katholischer Weihbischof in Armagh
- Routh, Brandon (* 1979), US-amerikanischer SchauspielerBrandon Routh (* 1979)

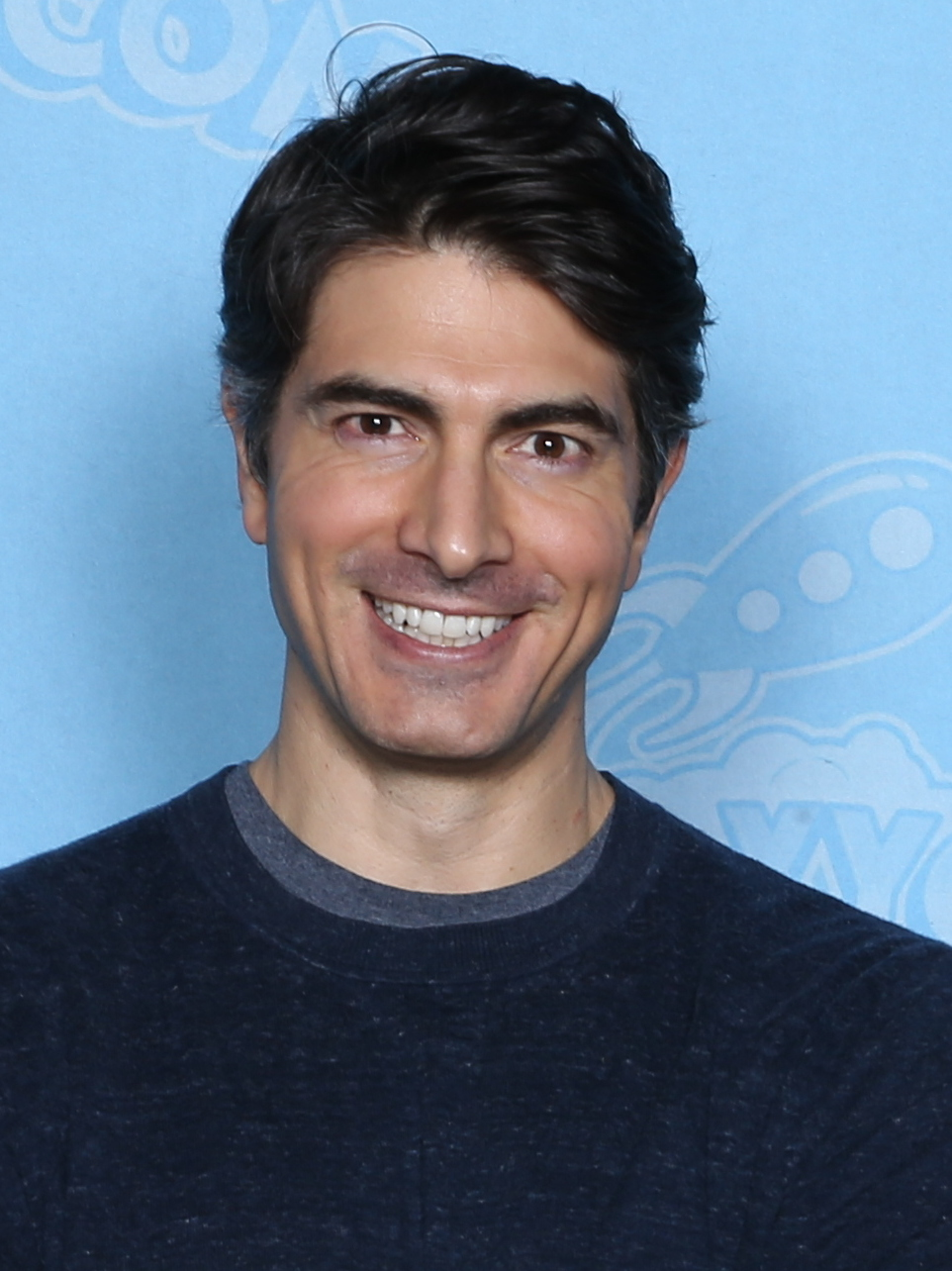
Brandon Routh (* 1979)

- Routh, Brian (1948–2018), britischer Performancekünstler, Klangkünstler und Schauspieler
- Routh, Edward (1831–1907), englischer Mathematiker
- Routh, Martin (1755–1854), englischer Theologe und Gelehrter
- Routhier, Ève (* 1988), kanadische Skirennläuferin
- Routhier, Günter (1928–1974), deutscher Frührentner, dessen 1974 in Verbindung mit einem Polizeieinsatz erfolgter Tod zu Protesten und juristischen Auseinandersetzungen führte
- Routhier, Henri (1900–1989), kanadischer Ordensgeistlicher, römisch-katholischer Erzbischof von Grouard-McLennan
- Routier, Carolina (* 1990), spanische Triathletin
- Routil, Robert (1893–1955), österreichischer Ethnologe und „Rassenforscher“
- Routis, André (1900–1969), französischer Boxer im Feder- und Bantamgewicht
- Routis, Christopher (* 1990), französischer Fußballspieler
- Routledge, Alison (* 1960), neuseeländische Schauspielerin
- Routledge, Anna Mae (* 1982), kanadische Schauspielerin
- Routledge, Katherine (1866–1935), britische Historikerin und Ethnologin
- Routledge, Miles (* 1999), englischer Autor, YouTuber und „Gefahrentourist“
- Routledge, Patricia (* 1929), britische Schauspielerin in Film, Fernsehen und auf der BühnePatricia Routledge (* 1929)

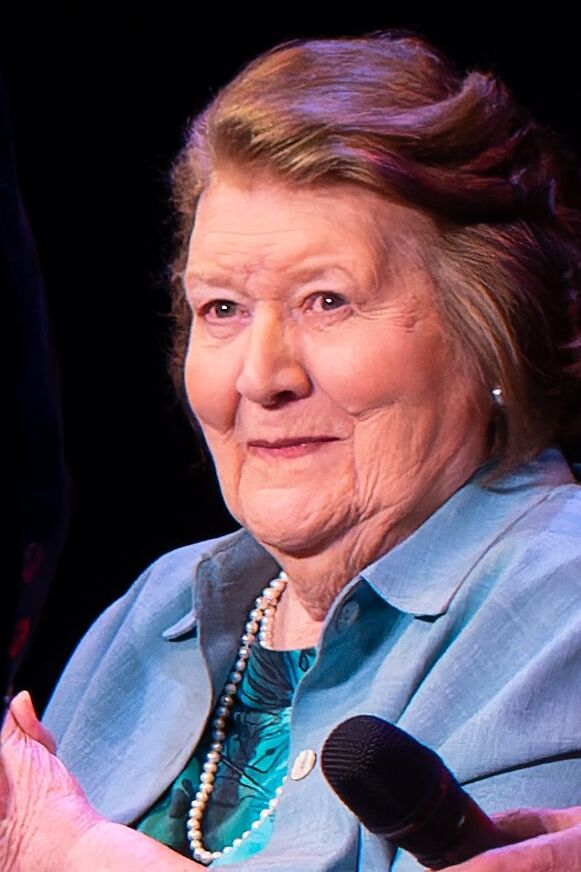
Patricia Routledge (* 1929)

- Routledge, Thomas (1867–1927), südafrikanischer Cricketspieler
- Routledge, Wayne (* 1985), englischer Fußballspieler
- Routledge, William Scoresby (1859–1939), britischer Ethnograph, Anthropologe und Abenteurer
- Routley, Will (* 1983), kanadischer Radrennfahrer
- Routliffe, Erin (* 1995), neuseeländische Tennisspielerin
- Routschek, Helmut (1934–2016), deutscher Schriftsteller
- Routsong, Alma (1924–1996), US-amerikanische Schriftstellerin
- Routt, John Long (1826–1907), US-amerikanischer Politiker
- Routzohn, Harry N. (1881–1953), US-amerikanischer Politiker

### Rouv
- Rouvali, Eveliina (* 1997), finnische Kugelstoßerin
- Rouvali, Santtu-Matias (* 1985), finnischer Dirigent
- Rouvas, Sakis (* 1972), griechischer SängerSakis Rouvas (* 1972)

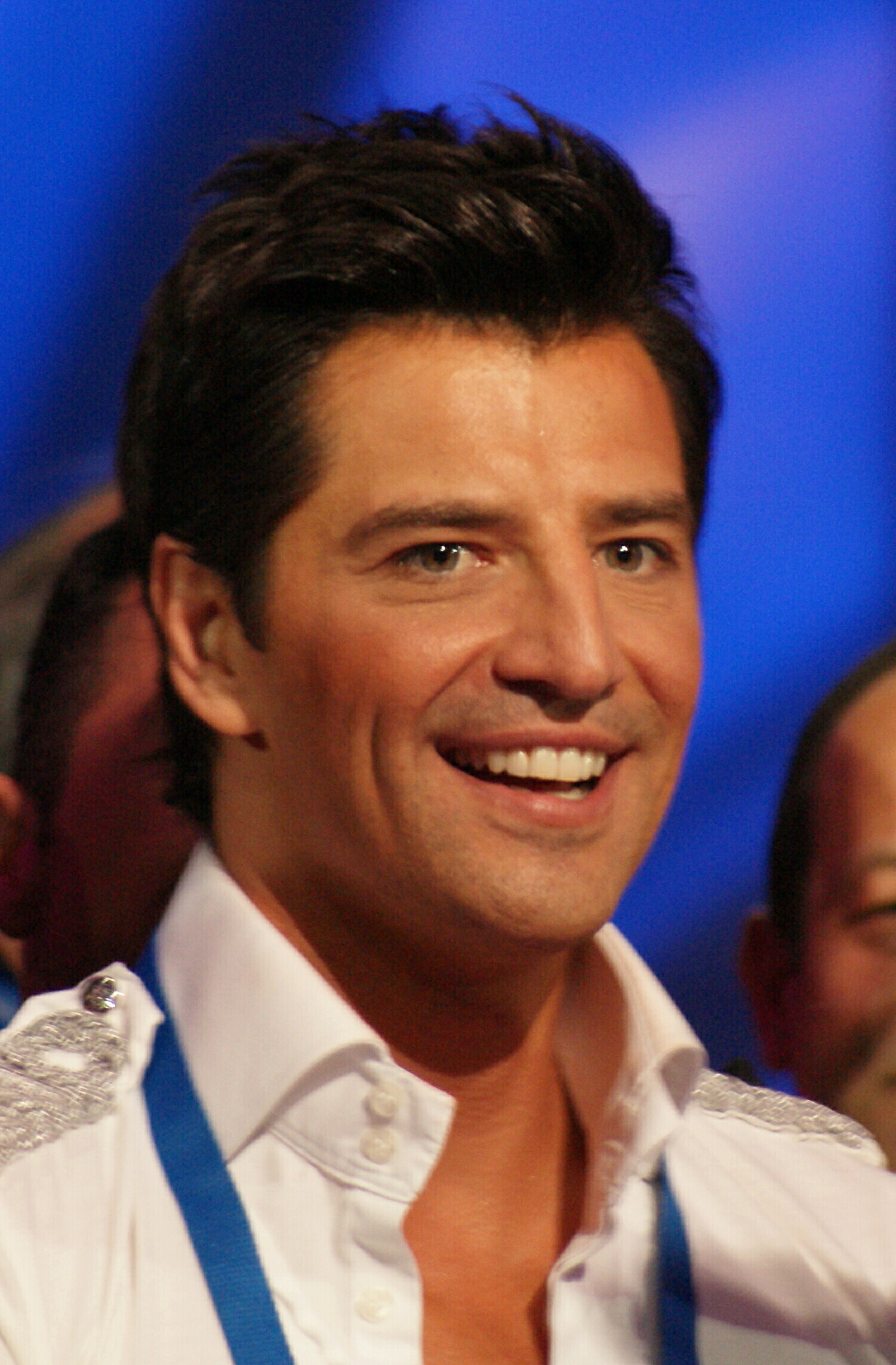
Sakis Rouvas (* 1972)

- Rouve, Jean-Paul (* 1967), französischer Schauspieler
- Rouvel, Catherine (* 1939), französische Schauspielerin
- Rouvel, Maria (1914–2005), deutsche Schauspielerin
- Rouvel, Otto (1902–1974), deutscher Schauspieler und Hörspielsprecher
- Rouven (* 1969), israelischer Popsänger
- Rouven, Jan (* 1977), deutscher ZauberkünstlerJan Rouven (* 1977)

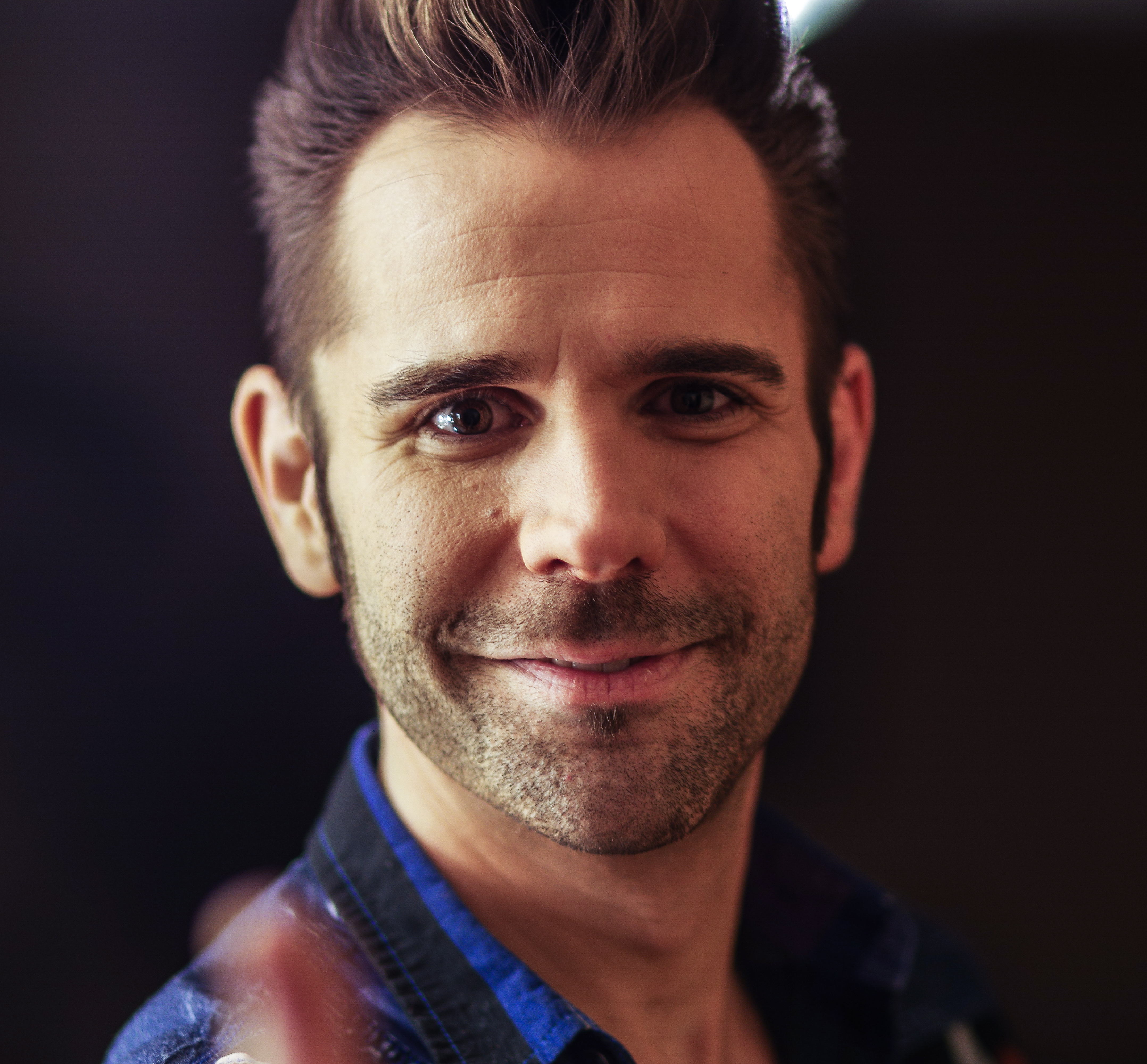
Jan Rouven (* 1977)

- Rouverol, Jean (1916–2017), US-amerikanische Schauspielerin und Drehbuchautorin
- Rouvier, Jacqueline (* 1949), französische Skirennläuferin
- Rouvier, Jacques (* 1947), französischer Pianist
- Rouvier, Maurice (1842–1911), französischer Minister
- Rouvière, André (1936–2015), französischer Politiker
- Rouvière, Marcel (1921–1976), französischer Fußballspieler und -trainer
- Rouvillois, Frédéric (* 1964), französischer Jurist und Hochschullehrer
- Rouvoet, André (* 1962), niederländischer Politiker (ChristenUnie)
- Rouvroy, Johann Theodor (1727–1789), österreichischer Artilleriegeneral
- Rouvroy, Margaux (* 2001), französische Tennisspielerin
- Rouvroy, Wilhelm Heinrich von (1799–1882), sächsischer Generalleutnant und Schriftsteller

### Rouw
- Rouw, Peter (1771–1852), flämischer Bildhauer in England
- Rouwé, Herman (* 1943), niederländischer Ruderer
- Rouwelaar, Jelle ten (* 1980), niederländischer Fußballtorhüter
- Rouwendaal, Sharon van (* 1993), niederländische SchwimmerinSharon van Rouwendaal (* 1993)

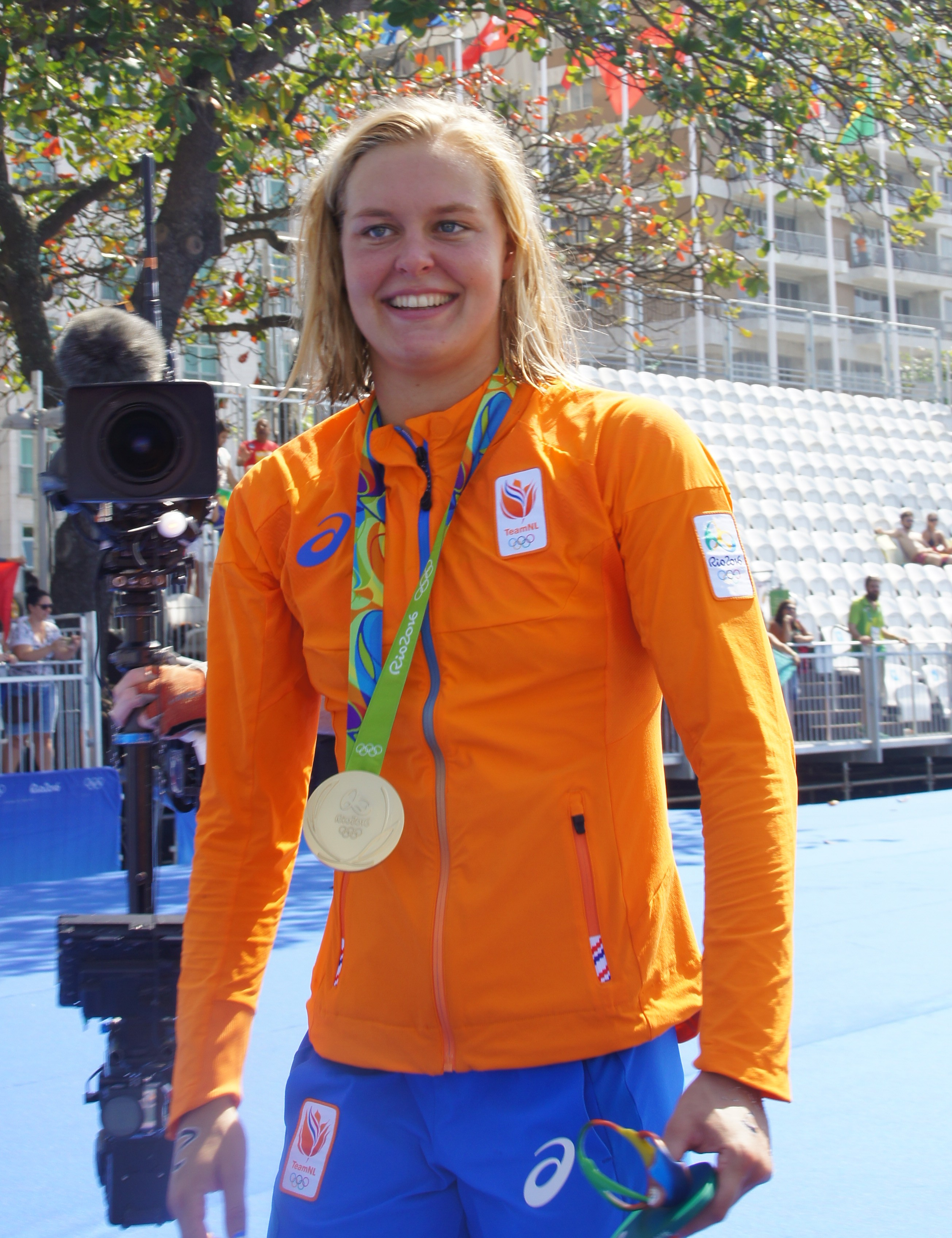
Sharon van Rouwendaal (* 1993)

### Roux
- Roux de Rochelle, Jean Baptiste Gaspard (1762–1849), französischer Diplomat und Autor
- Roux, Albert (1935–2021), französischer Gastrom und Sternekoch
- Roux, Anthony (* 1987), französischer Straßenradrennfahrer
- Roux, Antoine (1765–1835), französischer Marinemaler
- Roux, Augustin (1726–1776), französischer Arzt und Übersetzer
- Roux, César (1857–1934), Schweizer Chirurg
- Roux, Christophe (* 1983), Schweizer und moldauischer Skirennfahrer
- Roux, Constant (1865–1942), französischer Bildhauer
- Roux, Émile (1853–1933), französischer Wissenschaftler und Pionier auf dem Gebiet der Mikrobiologie
- Roux, Francis (1908–1998), französischer Fußballtorhüter
- Roux, Francis (1930–2014), französischer Ornithologe und Naturschützer
- Roux, Franco le (* 2005), südafrikanischer Hürdenläufer
- Roux, François (1674–1750), deutscher Romanist, Grammatiker und Lexikograf französischer Herkunft
- Roux, François (* 1957), französischer Autor und Filmproduzent
- Roux, Frédéric (* 1973), französischer Fußballtorwart
- Roux, Friedrich August Wilhelm Ludwig (1817–1897), deutscher Fechtmeister
- Roux, George (1853–1929), französischer Künstler und Buchillustrator
- Roux, Georges (1919–2003), französischer Klassischer Archäologe
- Roux, Guy (* 1929), französischer Psychiater
- Roux, Guy (* 1938), französischer FußballtrainerGuy Roux (* 1938)

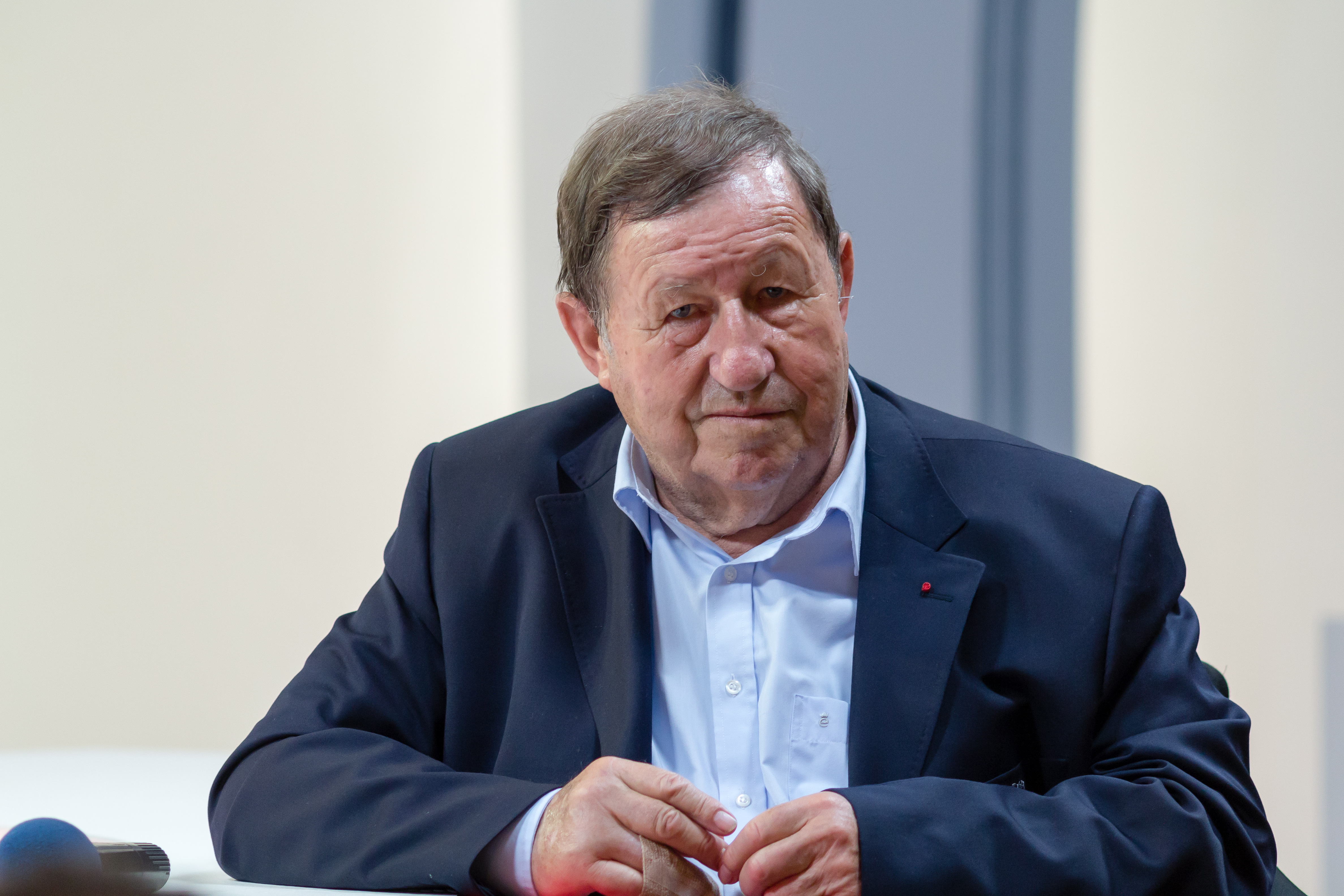
Guy Roux (* 1938)

- Roux, Heinrich Friedrich (1728–1791), deutscher Romanist, Lexikograf und Fechtlehre
- Roux, Hugo (* 1969), Schweizer Berufsoffizier im Range eines Brigadiers
- Roux, Isabel Le (* 1987), südafrikanische Leichtathletin
- Roux, Jacques (1752–1794), französischer Revolutionär
- Roux, Jacques le (* 1981), südafrikanischer Opern- und Konzertsänger (Tenor)
- Roux, Jakob (1771–1830), deutscher Maler und Zeichner
- Roux, Jean (1876–1939), Schweizer Zoologe
- Roux, Jean-Christophe (* 1969), französischer Karambolagespieler
- Roux, Jean-Jo (* 1946), französischer Komponist, Dirigent und Pädagoge
- Roux, Jean-Louis (1923–2013), kanadischer Regisseur, Schauspieler, Übersetzer und Politiker
- Roux, Jocelyn (* 1986), französisch-schweizerischer Fußballspieler
- Roux, Johann Adolph Carl (1766–1838), Fechtmeister und Turnlehrer
- Roux, Joseph (1834–1905), französischer römisch-katholischer Geistlicher, Schriftsteller, Okzitanist, Grammatiker und Lexikograf
- Roux, Karl (1826–1894), deutscher Maler
- Roux, La (* 1988), britische Singer-Songwriterin und MusikproduzentinLa Roux (* 1988)

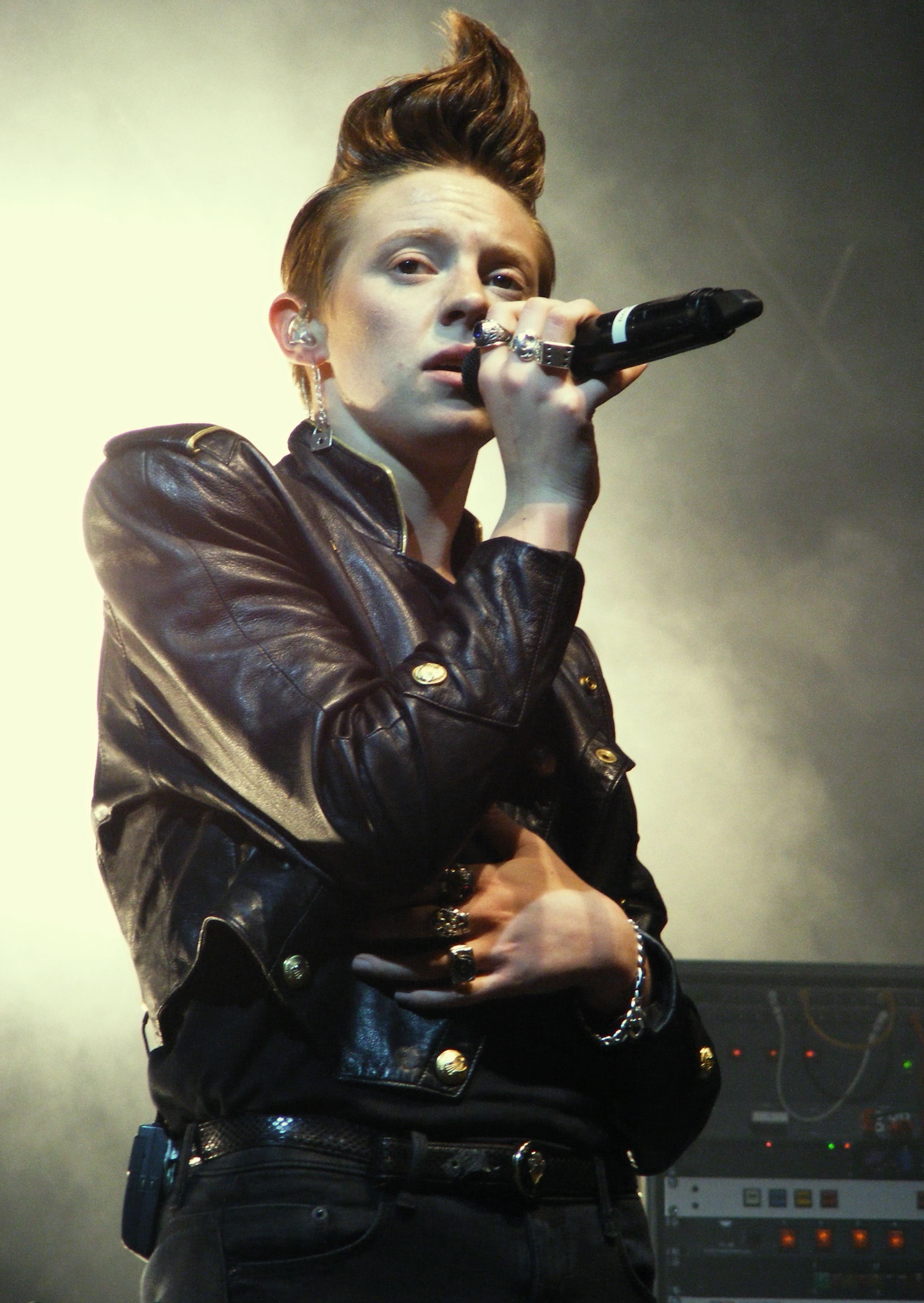
La Roux (* 1988)

- Roux, Laëtitia (* 1985), französische Skibergsteigerin
- Roux, Laurent (* 1972), französischer Radrennfahrer
- Roux, Liezel (* 1967), südafrikanische Speerwerferin
- Roux, Lionel (* 1973), französischer Tennisspieler
- Roux, Ludovic (* 1979), französischer Nordischer Kombinierer
- Roux, Ludwig Cäsar (1843–1913), deutscher Fechtmeister
- Roux, Luke Le (* 2000), südafrikanischer Fußballspieler
- Roux, Madrie Le (* 1995), südafrikanische Tennisspielerin
- Roux, Marcel (1909–1993), französischer Architekt und Stadtplaner
- Roux, Michel (1941–2020), französisch-britischer KochMichel Roux (1941–2020)

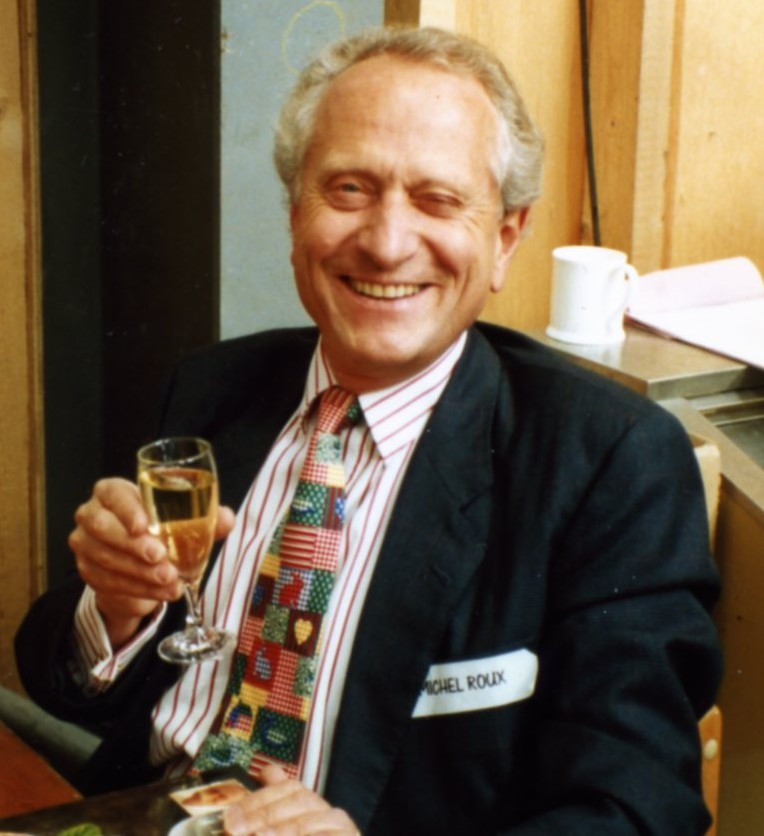
Michel Roux (1941–2020)

- Roux, Nick (* 1990), US-amerikanischer Schauspieler und Sänger
- Roux, Nolan (* 1988), französischer Fußballspieler
- Roux, Oswald (1880–1961), österreichischer Maler
- Roux, P. K. Le (1904–1985), südafrikanischer Politiker
- Roux, Patrick (* 1962), französischer Judoka
- Roux, Paul († 1918), französischer Maler und Graveur
- Roux, Paul (1870–1935), deutscher Fechtmeister
- Roux, Paul (1921–1991), französischer Romanist und Provenzalist
- Roux, Paul Hendrik (1862–1911), südafrikanischer Pastor und General der Buren
- Roux, Paul Maximilian von (1804–1884), königlich preußischer Generalmajor und zuletzt Kommandant der Festung Neiße
- Roux, Paul-André (* 1960), Schweizer Politiker
- Roux, Philibert Joseph (1780–1854), französischer Mediziner und Chirurg
- Roux, Philippe (* 1952), Schweizer Skirennläufer
- Roux, René (* 1966), italienischer römisch-katholischer Kirchenhistoriker
- Roux, Sandrine (* 1966), französische Fußballspielerin
- Roux, Shaun Le (* 1986), südafrikanischer Squashspieler
- Roux, Sylvain (* 1975), französischer Philosoph und Philosophiehistoriker
- Roux, Tifany (* 1997), französische Skirennläuferin
- Roux, Wilhelm (1850–1924), deutscher Zoologe
- Roux, Willie le (* 1989), südafrikanischer Rugby-Union-Spieler
- Roux-Estève, Rolande (1921–2009), französische Herpetologin
- Rouxel de Médavy, François (1604–1691), französischer Geistlicher, Bischof von Séez, Erzbischof von Rouen
- Rouxel de Médavy, Jacques (1603–1680), französischer Militär
- Rouxel, Charles (* 1948), französischer Radrennfahrer
- Rouxel, Diane (* 1993), französische Schauspielerin
- Rouxel, Gustave Augustin (1840–1908), französisch-US-amerikanischer römisch-katholischer Geistlicher, Weihbischof in New Orleans
- Rouxel, Jacques (1931–2004), französischer Graphiker, Animator und Trickfilmregisseur
- Rouxel, Jacques, französischer Filmarchitekt und Szenenbildner
- Rouxel, Jacques Léonor (1655–1725), französischer Aristokrat und Militär, Marschall von Frankreich
- Rouxel, Jean (1935–1998), französischer Chemiker (Festkörperchemie)
- Rouxel, Lionel (* 1970), französischer Fußballspieler
- Rouxel, Roger (1925–1944), französischer Widerstandskämpfer der Resistance
- Rouxel, Thomas (* 1991), französischer Badmintonspieler

### Rouy
- Rouyer, Edgard (1893–1945), belgischer römisch-katholischer Geistlicher und Märtyrer
- Rouyer, Eugène (1827–1901), französischer Architekt
- Rouyer, Henri (1928–2010), Schweizer Maler, Lithograf und Kupferstecher
- Rouyer, Marie François (1765–1824), französischer Divisionsgeneral der Infanterie
- Rouyer, Olivier (* 1955), französischer Fußballspieler und -trainer

### Rouz
- Rouzade, Léonie (1839–1916), französische Feministin und Schriftstellerin
- Rouzbahani, Ehsan (* 1988), iranischer Boxer
- Rouzbeh, Adrian (* 1991), deutscher Unternehmer, Coach, Speaker, Autor und KampfsportlerAdrian Rouzbeh (* 1991)

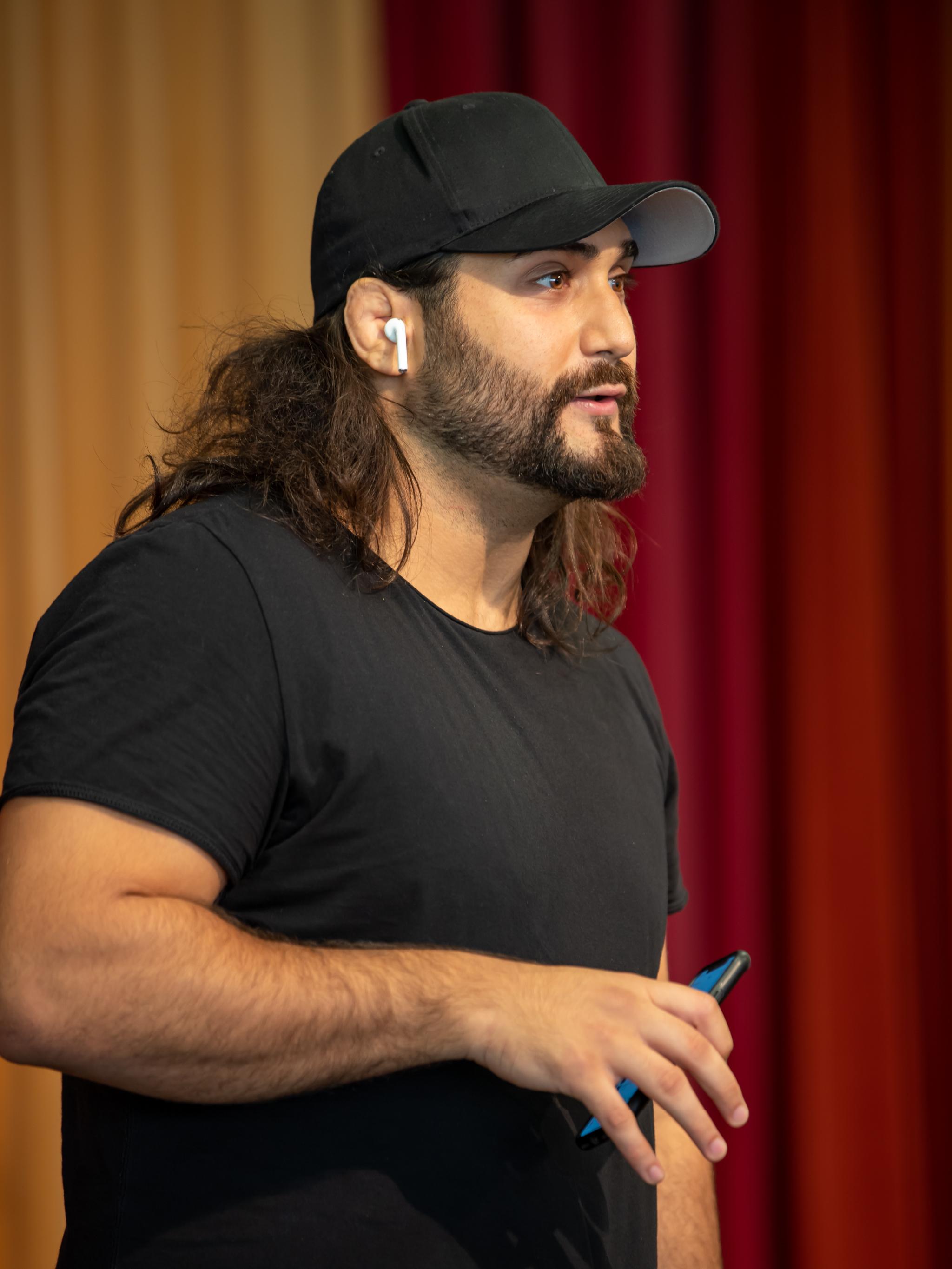
Adrian Rouzbeh (* 1991)

- Rouzer, David (* 1972), US-amerikanischer Politiker der Republikanischen Partei
- Rouzi Maimaiti (* 1983), chinesischer Snookerspieler
- Rouzier, Agnès (1936–1981), französische Schriftstellerin
- Rouziès, Urbain (1872–1956), französischer Kirchenhistoriker und Bibliothekar